# 半妖的夜叉姬
《半妖的夜叉姬》（日語：半妖の夜叉姫），副標題「戰國御伽草子」，由高橋留美子擔任主要角色設定的電視動畫，內容為《犬夜叉》的續作，描述犬夜叉和殺生丸打敗奈落、四魂之玉消失之後的故事，以犬夜叉與日暮籬的女兒「諸葉」（諸刃）、殺生丸和鈴的雙胞胎女兒「永远」和「剎那」為主角，講述三人在現代和戰國時代之間穿梭引起各種騷動的故事。
2020年5月《週刊少年Sunday》第24號公布動畫消息及永远、剎那、諸葉的人物設定。動畫於2020年10月3日正式播出。第二季由羚邦集團代理，於2021年10月2日在巴哈姆特動畫瘋、KKTV、FriDay影音、MyVideo、HamiVideo、中華電信MOD、LINE TV、CatchPlay+首播。
2021年8月正式發布了第二季動畫PV，並公佈新的導演將由菱田正和擔任。
2021年8月20日宣布推出椎名高志作畫的漫畫版，9月25日起於《週刊少年SundayS》連載。

## 故事大綱
永遠與她的雙胞胎妹妹剎那生活在戰國時代的森林中，直至她們在4歲時不幸在被大火給燒毀森林的中失散，永遠在尋找剎那的途中被時代樹傳送到令和時代被日暮草太收養。轉眼間十年過去，在戰國時代擔任賞金獵人的諸葉與除妖師剎那，為了拿回被妖怪給奪走的七彩珍珠被時代樹傳送到現代與永远相見，但剎那卻因為幻夢蝴蝶的咒術失去對永遠的記憶。永遠為了找回剎那的夢境和記憶，她跟著諸葉、剎那回到動盪不安的戰國時代並展開冒險。

## 登場角色

### 主角
日暮永遠（聲：松本沙羅（日本）；穆宣名（台灣））
現年14歲的半妖少女。殺生丸與鈴之長女，刹那的雙胞胎姊姊，諸葉的堂姊。聖母型人格，左眼曾經藏有七彩珍珠之一的銀色珍珠（第21集交給理玖）。特徵是銀白色短髮（和父親殺生丸一樣的髮色），瀏海有一挑紅色頭髮。每逢戰國時代朔月之晚（約一個月一次，每月的初一），紅髮以外的銀白色頭髮會變成黑色，生長至半短長度，亦會喪失所有力量與妖力。(但在令和時代的生活中並沒有出現，冥加推測是由於身處出生的戰國時代所致)。
個性活潑爽朗、重情重義的個性與朔月之夜的樣貌遺傳自母親小鈴。專長是武術，愛好是保養武器。家中有許多健身器材且獲獎不少。由於在現代長大的緣故，所以總是會說些讓戰國時代的人摸不著頭緒的用詞。因成長於和平時代的幸福家庭，以致回到戰國時代後無法奪取敵人性命顯得有些拖剎那和諸葉的後腿。由於對自己在童年鬆開剎那的手感到相當內疚。即使長大後對父母一無所知，只能從他人口中知道父母的名字和身份，直到在在夢中見到沉睡在時代樹的母親小鈴，後來也在第18集苦戰麒麟丸時才見到父親殺生丸。。
由於是犬族的半妖，所以可以聞到遠處對方的位置和精神狀態。體格遠超人類。武器是贗品的國寶級名刀菊十文字（已斷劍），利用自己的妖氣創造出藍色的妖氣之刀。能使出「蒼龍破」和「雙頭蒼龍破」，另外擁有奪取和注入妖氣的能力。向養父草太許諾不在公共場合使用半妖的力量。繼承父親殺生丸對妖毒的抵抗力(但僅限於毒氣)。覺醒妖力時額頭上出現與殺生丸一樣的月牙印記和妖紋，犬齒變長。在覺醒大妖血脈時血脈傳承上比妹妹剎那更接近父親殺生丸。當妖力暴走時血脈的力量更接近祖父犬大將(特別是在沒有七彩珍珠的法理時很容易會被敵方給下達暗示和控制)。
在與妹妹刹那一同出生時因為根據妖怪世界養育後代的法則(放膽式生存)而被父親殺生丸給抱走至森林中生活，直至4歲時與妹妹刹在一次的森林大火中失散被時代樹由戰國時代傳送至現代被草太給收養作養女。因經常與不良少年打架而多次轉校。儘管就讀女校──聖加百列女子學院但仍穿著白色男裝制服。後來十年後與被時代樹傳送至現代的妹妹刹那與堂妹諸葉會面，卻發現刹那已經不認得自己。為了找回幻夢蝴蝶以奪回剎那的記憶及睡眠而回到戰國時代。卻因消滅根首的緣故暫時找不到回到現代，因而跟著刹那與諸葉一同討伐妖怪便四處打聽幻夢蝴蝶與產靈山的線索，第24集與麒麟丸的決戰中，由於犬大將的妖力仍殘留在土地上，加上剎那被殺所激發的烈怒，出現跟殺生丸類似外觀的妖怪變化，例如臉部的妖紋、額上的月牙印記和銀色長髮。不但如此，使用的招式蒼龍破成長為「雙頭蒼龍破」，儘管招式和諸葉的紅龍同時成長卻跟麒麟丸的力量仍是相當懸殊。在對痛失剎那感到悲痛時從突然出現的父親殺生丸的手上借用已經斷刃的天生牙。
在第二季用盡妖力以天生牙復活剎那，期間臉上再度出额上的月牙印記，藉此看見冥界的使者並把他們全數砍掉，但因把全身妖力注入斷刃的天生牙而令髮色變成黑色，在砍掉冥界使者後昏睡倒去。透過這次經歷也被天生牙認為主人之一，故此無意中獲得進出冥界之門和召喚天生牙到自己身邊的權力。在第2季第4話中得知母親鈴深受是露的詛咒之苦時決定和刹那一起去拯救母親鈴，之後從麒麟丸的女兒璃音的手中得到吸妖魂的根(斬星劍)(於20話被希林理給取走)。在失去妖力的朔月之夜時被是露和她給招攬的七星喚醒自己失去剎那的記憶，使自己在恢復妖力的同時而情緒失控到差點把仍和母親鈴的生命連繫在一起的是露給擊殺。幸得於第2季第12-13話中先後在理玖和剎那的阻止下恢復正常，在了解剎那在當年失去自己的記憶的真正實情時終於釋懷。第二季14話中與麒麟丸對決時被父親殺生丸用黑珍珠與剎那和諸葉到達犬大將的墓地。在叔父犬夜叉的指示、父親殺生丸拔刀讓出與犬大將殘餘的力量、鐵碎牙共鳴幫助傳遞之下成功召喚天生牙，並借用剎那與諸葉共同協力下的妖力拔出完整的天生牙領導眾人離開冥界。隨後在七寶的狐術和天生牙的指示下回到時代樹內，但用斬星劍吸收麒麟丸的招式殘留在殺生丸的妖力時，導致自己的魂魄也受到影響而昏迷不醒。之後被阿久留用風車的力量給甦醒接受時代樹的委託與剎那、諸葉跟隨阿久留和邪見的指引前往祖母所居住的宮殿，透過時之風車前往現代處理妖靈星。於21話與草太一家永別並和剎那、諸葉返回戰國時代，之後從除妖師手上獲得真正的國寶級名刀菊十文字與理玖、犬夜叉夫婦一起聯手對付妖靈蝶，阻止希林理利用璃音與妖靈蝶的滅妖計劃。在理玖捨身掩護下成功打敗希林理，並再次使用斬星劍幫助璃音打敗糾纏著她的逆叉。因魂魄被斬星劍吸盡而倒下自願把讓給璃音得以緊握麒麟丸的手和好如初。在璃音父女消逝後魂魄和身軀得以恢復並和家人團聚。在結局中收到父母送的和服，之後接受理玖的邀請與剎那、諸葉、竹千代一起出海除妖。
剎那（聲：小松未可子（日本）；連思宇（台灣））
現年14歲的半妖少女。殺生丸與鈴之次女，永遠的雙胞胎妹妹，諸葉的堂姊。右眼曾經藏有七彩珍珠之一的金色珍珠（第23集被是露給奪回）。特徵是黑色長髮且有一挑紅色頭髮至馬尾，除了一頭黑髮（和母親鈴一樣）。自從在半妖村落以來，一直在右肩上穿白色皮毛，身穿除妖師鎧甲、佩劍與深藍色和服褲裝，手持武器長薙刀「兼光之巴」(後於第24集與麒麟丸的決戰中因對方的攻擊而被砍斷，直至在第二季的1畫中被刀刀齋用此刀、琉璃玻璃、犬大將葬身之地的灰土和其妖力為原料打造出來的「因緣斬破刀」)。繼承殺生丸對妖毒的抵抗力(但僅限於毒液，彌勒稱其體內的毒是繼承得來的)。因本身只是半妖，一旦變化成妖怪，體內的血就會劇烈翻騰而難抑壓制，手臂和臉上都會出現像殺生丸般的妖紋，犬齒變長，神情變得兇狠，儘管具有強大的妖力，卻是一把會自我毀滅的雙刃劍，接受彌勒對其施展封印，以維持常人的面貌。在失去七彩珍珠時妖力和血刀容易失去控制，而「兼光之巴」也逐漸承受不住其血刀的力量而出現裂痕。
冷靜穩重的個性遺傳自父親殺生丸。自懂事時坦率而安靜的個性，隨著長大變得像父親一樣從容和鎮定，甚少表達自己的情感，喜怒不形於色，但也有溫柔的一面，偶爾表現出對他人的關注。偶然回到半妖村附近巡邏趕走企圖入侵的妖怪。當日暮萌教她拉小提琴時，在很短的時間內就學成一首樂曲，並且經常演奏母親鈴在懷著自己與姊姊永遠時在胎教期間經常哼唱的歌曲，回到戰國時代仍帶着小提琴。
最初因失去睡眠和失去童年記憶，所以不相信永遠是自己的姊姊，但隨着相處及知曉部份身世後早就承認永遠和諸葉是自己的親人。初期無法睡眠的原因是因為母親受到是露所施下的銀鱗的詛咒而危害到生命，因此在幻夢蝴蝶吞噬睡眠和自己幼時的記憶，讓沉睡在時代樹核心的母親小鈴得以續命。不過也因此一輩子無法入睡和做夢也因沒有需要睡眠加上部份妖力被封印在常用的武器「兼光之巴」中，所以一直沒有像一般半妖在特定時間失去妖力。因此展夢之術亦對她無效。後來在第2季第5話，殺生丸用天生牙把幻夢蝴蝶斬斷使她重新獲得睡眠也和永遠一樣每逢朔月之夜失去妖力。
在與姊姊永遠一同出生時因為根據妖怪世界養育後代的法則(放膽式生存)而被父親殺生丸給抱走至森林中，直到4歲時在一次的森林大火中為了保護姐姐而跟她失散。之後在邪見和阿哞(父親殺生丸的座騎)的引領下送到紫織的半妖村生活至十年。在半妖村中按照父親殺生丸寄來的匿名信件（信件中提示修煉方法）以及小刀來進行修煉。長大後曾因父親殺生丸在匿名信要求的「膽量測試」而前往楓婆婆的村落生活過，但因不適應人類社會的規範（不能過度傷害人類，包括盜賊在內）而返回半妖村。在有一次因為外敵入侵半妖村時因覺醒無法控制的妖力，後來在彌勒把自己的妖力封印在「兼光之巴」，讓自己能在保持理智的情況下配合「兼光之巴」使出妖力。後來應紫織的期望再次回到人類村莊，成為琥珀手下的除妖師。像永遠一樣在不認識父母的情況下長大，十年後與堂妹諸葉被時代樹由戰國時代傳送至現代跟姊姊永遠重逢卻不認得對方。回到戰國時代中一邊妖怪便四處打聽幻夢蝴蝶與產靈山的線索，直到18話苦戰麒麟丸時才見到父親殺生丸。在22集因是露強制解除封印而一度失控，雙眼變成血紅色，額頭上出現和殺生丸一樣的月牙印記和妖紋，甚至長出幻化的蝶翼（來自幻夢蝴蝶的力量，並非自身妖力）使用毒華爪與毒鞭攻擊他人。在永遠制止及喚回自我意識時接受金烏的封印，但手臂上的一道血紋（體內的血刀）無法消去，擁有斬斷一切有形之物和因緣。第24集與麒麟丸的決戰中，兼光之巴卻因麒麟丸的攻擊而斷裂，自己也身受重傷，並從幻夢蝴蝶的束縛中得到釋放睡着死去。
在第二季第一集，藉著永遠用天生牙復活與被殺生丸給喚醒後，從刀刀齋手上得到新武器「因緣斬破刀」獲得看見因緣之線和斬斷一切有形之物及因緣之線的能力，能使用「群燕飛舞」與「旋風陣」。復活之後不想讓只拿斷刀的姊姊永遠參與戰鬥(因為刀刀齋提醒夜叉姬，永遠的妖力已經進步到人類兵器無法承受的地步，必須要使用能承載妖力的妖刀才行)，積極地尋找吸妖魂的根和朴仙翁的下落，在第2季第4話中從時代樹的口中得知母親鈴深受是露的詛咒之苦、自己的「因緣斬破刀」是唯一能斬斷是露和母親鈴連繫的武器，因而決定跟姐姐永遠去拯救母親鈴。第二季12-13話中與是露決戰前夕，接收到母親鈴把幼時的真正記憶還給她，間接阻止恢復妖力後失控的永遠並解釋自己當年失去記憶的實情後才使永遠終於釋懷。最終砍斷是露對沒有拯救犬大將的悔恨、自責感與悲痛的因緣之線，使是露釋懷及自願解除對母親鈴的詛咒。第二季14話中與麒麟丸對決時被父親殺生丸用黑珍珠與永遠和諸葉到達犬大將的墓地。在叔父犬夜叉的指示、父親殺生丸拔刀讓出與犬大將殘餘的力量、鐵碎牙共鳴幫助傳遞之下成功召喚天生牙，並借用剎那與諸葉共同協力下的妖力拔出完整的天生牙領導眾人離開冥界。隨後在七寶的狐術和天生牙的指示下回到時代樹內，在第2季第17話中接受時代樹的委託與永遠、諸葉跟隨阿久留和邪見的指引前往祖母所居住的宮殿，透過時之風車前往現代處理妖靈星。於21話與草太一家永別並和永遠、諸葉返回戰國時代，與理玖、犬夜叉夫婦一起聯手對付妖靈蝶，阻止希林理利用璃音與妖靈蝶的滅妖計劃。最終以「因緣斬破刀」斬斷璃音和麒麟丸的心結成功阻止末世末法，並讓璃音父女和好如初及安祥逝去。在結尾與母親、永遠相擁在一起並團聚。在結局收到父母送的和服，然後接受理玖的邀請與永遠、諸葉、竹千代一起出海除妖。
諸葉（聲：田所梓（日本）；張乃文（台灣））
現年14歲。犬夜叉與日暮籬之女，鋼牙的養女，永遠和剎那的堂妹。擁有四分之一的妖怪血統，神似人類時的犬夜叉，眼睛和阿籬相似。性格開朗、步調自若、語氣粗糙的特徵遺傳自父親犬夜叉。略帶藍色的黑色頭髮與母親阿籬一樣，用紅絲帶綁成馬尾。身穿火鼠裘加披風，佩戴龍紋日本刀「俱利伽羅丸」為武器，能使出「紅龍破」和「真紅爆流破」形成龍形火焰。犬族血脈比父親犬夜叉更接近祖父犬大將。隨身攜帶裝有口紅貝殼（祖母十六夜的遺物，昔日祖父犬大將送給祖母十六夜的禮物，犬夜叉曾送給前情人桔梗後遭奈落破壞，被第二代寶仙鬼所修復），也持有父親留給她的磨刀石（冥加從刀刀齋的刀坊取得，送給犬夜叉的禮物）。曾經擁有七彩珍珠之一的赤色珍珠（5話中在獵殺四兇之一梼杌之後拿到的，之後便將珍珠放入貝殼裡，直至23話被是露給奪回）。
由於繼承父親犬夜叉的「散魂鐵爪」、「飛刃血爪」和嗅覺，亦擁有與阿籬一樣強大的靈力，能使用阿籬留給她的梓山之弓射出封印之箭的絕招「穹蒼箭雨」，是同時兼具妖力和靈力的四半妖，在半妖中是罕見的存在。因繼承的妖怪血統不及真正的半妖（也無法把赤色珍珠放進眼眸中），故朔月時並不會削弱自己的能力。嘴裡可以含著的淨化鹽噴向敵人藉以溶解對方的身軀。
出生不久就與雙親分離並在鋼牙和妖狼族的栽培下長大，大多時間一個人生活而想要同伴。由於沒有父母的生活背景與親戚疏遠，直到十年後的14歲才與生長在兩個時代的孿生堂姊永遠和剎那相認。但是透過冥加口中，知道伯父殺生丸和天生牙的存在，也知道少許父母的經歷。此外與為其祖父犬大將以及犬夜叉服侍的冥加認識，受到像父親犬夜叉一樣的尊敬。經常以賺錢為名找永遠和剎那一起行動，實際上是將從成長以來一直沒有的親情寄託在她們身上。十分喜歡外曾祖父贈送的招運河童腳。
職業是妖怪賞金獵人，自詡「妖怪殺手諸葉」，通過出售妖怪的屍體來謀生，並且熟悉有關妖怪、寶藏、咒語和盔甲的資訊。身穿珍貴的火鼠裘（與父親犬夜叉所穿的不是同一件，未知來歷），當染上紅妝時，便會化身「崩國的紅夜叉」，犬大將的記憶也會在她的血液中復甦，讓敵人在朱紅的景色下顫慄。化身「崩國的紅夜叉」的諸葉，能在一分鐘內大幅提升妖力，眼睛由棕色變成和祖父、父親一樣的金色，遍身散發紅色妖氣，缺點是一分鐘後隨即進入深度睡眠狀態昏睡一整天。口紅是阿籬為封印女兒的大妖血脈而設，防止她在覺醒妖力時會失去自我，故此為她起名「諸葉」，即雙刃的意思。在口紅沒有珍珠力量幫助時，覺醒妖力後更容易失去自我，但一樣受到時間限制。然而，因依賴珍珠和口紅增加妖力的關係，阻礙其靈力成長。後來隨着成長，諸葉逐漸能掌握妖力，保留一點點自我意識，並延長化身為紅夜叉的時間。
具有適應現代生活的超強能力，懂得打電話及使用信用卡。當要回到戰國時代時將自行車、便攜式音樂播放器、歷史教科書、零食、泡麵等物品強行塞入一個大背包裡（和母親阿籬過去使用的背包相似），寄放在楓婆婆的家，被楓婆婆形容像阿籬一樣匆匆忙忙的。平日只會帶一個小背包出行。
在與堂姊永遠和剎那相認的三年前，在師父凱風的訓練下，在「蟲毒的坩堝」戰勝妖怪且沒有使用口紅得到俱利伽羅丸。然而得知凱風將自己賣給屍屋獸兵衛，以獲得金錢以購買解開「鐵鼠之鎧」價格高昂的鑰匙得打工還債，直至討伐饕餮後所得的賞金才得以還清大部分債務。為了保養兵器而練得磨刀技巧並靠此做小生意，繼而接觸到不少兵器，並能分辨出武器的真偽和功用，但是無法維修異常損害的特殊兵器。在渾沌的計謀下與凱風戰鬥，居於下風被逼入絕境而創造出新絕招「真紅爆流破」。
第24集，與麒麟丸的決戰中，在犬大將葬身之地的殘存妖力幫助下，首次化身紅夜叉卻能完全保持自我，並掌握駕馭「紅龍」的技巧。
第2季第4集中，由於身上的靈力（人類血脈）比妖氣強，所以輕易穿越產靈山的結界並遇上麒麟丸的女兒璃音。後來在璃音的幫助下以靈魂穿越時空的方式用封印之箭破壞結界，尋找迷失在結界的永遠和剎那。期間終於在祖父的墓地和父母短暫相見，之後從時代樹口中知道父母的蹤影。直至鈴的詛咒即將被解除前，收下殺生丸持有的黑珍珠並被告知雙親的下落。隨後黑珍珠被麒麟丸給奪走使殺生丸與對方決戰。第14集，受到殺生丸用黑珍珠的力量影響使自己和趕來支援的永遠和剎那一起被吸進黑珍珠中與雙親團聚。在第16話和刹那一起借出妖力幫助永遠拔出喚來的天生牙，藉此成功離開墓地與竹千代重聚。期間父親犬夜叉拿回竹千代保管的黑珍珠並想毀掉它，但最後諸葉把黑珍珠放入口紅貝殼，讓祖母十六夜的思念能永遠陪伴在祖父犬大將身邊，被眾人一致認為是最好的安排。在第17話，從母親手中得到用祖父墳墓的東西和父親的頭髮特製的破魔之弓，之後接受阿久留的邀請與永遠、剎那跟隨阿久留和邪見的指引前往殺生丸母親居住的宮殿，透過時之風車前往現代處理妖靈星。於21話與草太一家永別並和永遠、剎那返回戰國時代，與理玖跟雙親一起聯手對付妖靈蝶，阻止希林理利用璃音與妖靈蝶的滅妖計劃。見證璃音父女和好如初及逝去。最終在父親犬夜叉的協助下還清債務，然後接受理玖的邀請與永遠、剎那、竹千代一起出海除妖。

### 同伴
楓（聲：京田尚子（日本）；連思宇（台灣））
人稱「楓婆婆」，村中的長老巫女亦是前任巫女桔梗的妹妹，右眼在幼年時與妖怪的戰鬥中受傷失明。替珊瑚、鈴接生的人，少數了解雙胞胎永遠和剎那身世的人。第三集向琥珀一眾除妖師講述時代樹的秘密，以及永遠和剎那的身世。曾照顧過剛成長離開半妖村的剎那。一直是為眾人進行後援的人物。
冥加（聲：緒方賢一（日本）；李世揚（台灣））
跳蚤妖怪。自侍奉在夜叉姬的祖父犬大將家中已經三代的家臣。學識淵博，經常幫助犬夜叉等人，儘管跟隨其女兒諸葉，然而一開始並不知曉永遠和剎那的存在。一遇危險便腳底抹油。喜愛吸諸葉的血，形容諸葉身上流淌的血比犬夜叉的更有犬大將的味道十分美味。
紫織（聲：水橋香織（日本）；張乃文（台灣））
半妖女性，父親是妖怪百鬼蝙蝠首領大獄丸之子月夜丸，母親紫津則是人類，已在數年前病逝。在《犬夜叉》裡，曾與母親紫津一起對抗殺害父親月夜丸的爺爺大獄丸。繼承父親施展結界的力量，在山上創建一個與世隔絕的隱世村莊，藉此保護無親人的半妖兒童免受外來入侵者的侵害。會派蝙蝠使役去尋找半妖孤兒及帶回村落照顧，教授他們各種生活技能，期望他們能在長大後融入人類社會生活，並在他們能夠獨立時將其送到外界繼續生活。因為是半妖的緣故只要到日蝕時就會變成人類的姿態，而施展的結界暫時無法展開。
刀刀齋（聲：龙田直树（日本）；鍾少庭、賈文安（台灣））
本領高超的妖怪刀匠。鐵碎牙和天生牙的打造者，個性和冥加相同，與冥加同為犬大將的僕人。擁有吐火及搥打出岩漿的能力。在第24集打算前往帮助殺生丸和夜叉姬。在第2季成功制造出新刀「因緣斬斷刀」給剎那，帶走斷刃的天生牙回去修復，並指引夜叉姬去找朴仙翁及尋找吸妖魂的根為永遠打造新刀。
璃音（声：藤田咲）
持有吸妖魂的根(鎖匙形態)，真实身份是麒麟丸的女儿，是露的侄女，在六百年前不幸被半妖逆叉給殺害，靈魂由自己的父亲給封印於產靈山。昔日和父親關係很好，一直被父親過度保護，以致戰力甚至不如作為後起之秀的夜叉姬。實際上刀法和術法盡得父親和姑母的真傳，但天性無邪和善良的性格令自己不適合在戰場上生存與戰鬥。父女一直以幻夢蝴蝶來共享夢境。在夜叉姬到訪產靈山後，因幫助她們脫離結界而和三人成為好友。把吸妖魂的根送給永遠，並跟隨她們離開產靈山。以泥偶之身和理玖一起流浪，在得知斬星劍的詛咒後和理玖與父親麒麟丸決戰，一度險勝父親但因不忍心痛下殺手反被誤傷理玖後被父給強制帶至時之風車。之後被理玖救走前往產靈山用蘋果種子吸收山中靈氣及妖氣，快速種植出吸妖魂的果實用來對付麒麟丸及妖靈星。之後被希林給利用成為妖靈蝶的養分。最終在夜叉姬呼喚和切斷她對麒麟丸的心結後成功脫離控制，並打敗糾纏自己的逆叉後。透過永遠的協助下得以緊握父親麒麟丸的手和好如初選擇逝去與姑母是露團聚。

#### 屍屋
屍屋獸兵衛（聲：小山刚志（日本）；孟慶府（台灣））
發佈妖怪賞金和收購妖怪屍體的屍屋老闆。認識彌勒、凱風、理玖和八衛門狸，其中稱呼八衛門狸為「家老大人」；理玖為「理玖大人」。替理玖發佈除妖懸賞。應彌勒所託，照顧竹千代並給予工作。對諸葉非常照顧，替諸葉頂下債務還命竹千代監視她以免她逃債。從理玖借用綠色珍珠的力量得到許多妖怪頭骨，後來歸還。對永遠的能力相當重視。很喜欢赌博曾经把凯风赢到破产。
狸平竹千代（聲：菲魯茲·藍（日本）；許淑嬪（台灣））
在屍屋工作的狸貓妖怪，狸貓妖怪名門狸平的少主之一，在狸穴島出生長大。几年前因族人內鬥而不得不由弥勒交给兽兵卫照顧，开始在兽兵卫店裡打工。很會被糖果給收買。有個名叫菊之助的弟弟被企圖統治狸穴島的滿月狸和大長老給操縱，後在諸葉和八衛門狸幫忙下擊敗滿月狸和順利奪回族長之位。
外表看起來像一個有狐狸耳朵和尾巴的鮑勃頭的孩童，變得巨大時看起來像狐狸，並且在其上加蓋烏龜殼來承載別人。當遙距聯繫獸兵衛時會使用像手機一樣的螺旋貝殼通話。

#### 除妖師
琥珀（聲：木村良平〈成年〉、矢島晶子〈少年〉（日本）；孟慶府〈成年及少年〉（台灣））
珊瑚的弟弟，金烏、玉兔和翡翠的舅舅。除妖师的首领，經常與翡翠、六太、七助、剎那一起除妖。武器是刀刀齋打造的鍊子鐮刀和掛在腰間的短劍。臉上有一條在當年為救年少的翡翠而被妖怪所傷的疤痕。
剛開始接到山下村民的委託帶手下捉拿在山腳村落大肆作亂的妖怪而錯誤地討伐諸葉，後來才知道她是賞金獵人。對於能射出具靈力的封印之箭的諸葉抱有疑問，可見在詢問楓婆婆之前並不知道諸葉的身世。由於短暫跟隨過殺生丸，所以很難以揣度殺生丸的想法。知曉殺生丸和弟弟犬夜叉的關係惡劣，所以看著永遠和剎那的關係不禁表示「沒想到妳們姊妹倆感情還挺好的，實在不像是殺生丸的女兒。」
翡翠（聲：浦尾岳大〈成年〉、武田羅梨沙多胡〈少年〉（日本）；鍾少庭（台灣））
彌勒與珊瑚之子，琥珀的外甥。有一對雙胞胎姊姊（金烏和玉兔），舅舅是除妖師首領琥珀。在犬夜叉漫畫/动画完结篇最后一话以及特别篇中出生。左手持著念珠，擅長使用母親的飛來骨。與刹那一同任職除妖師。與他人一樣在楓婆婆說明前並不知道剎那是半妖雙胞胎之一，也對諸葉更不了解。對刹那抱有好感。
自年少時被姊姊金烏與玉兔給捉弄，甚至被逼穿上法師服裝假扮長姐金烏代她工作。年幼時也認真跟隨父親彌勒學習曾打算繼承他的衣缽成為法師，但因姊姊金烏與玉兔已經各自繼承父母的衣缽(法師和除妖道具師)，故後來跟隨舅父琥珀成為除妖師。
對為了「千日行」而上山父親彌勒的行為感到很不認同，否認是他德高望重的法師，認為他總是想方設法地謀取暴利是個臉皮很厚的人（其實是因為家裡開銷很大而逼不得已），也是個「逃避與妖怪戰鬥的膽小鬼」，認為他以修行之名而躲進山中只是藉口，希望他不要給母親珊瑚添麻煩。第十三話中發現父親與饕餮戰鬥時並沒有逃走後決定合作幫助剎那戰鬥，從此對父親有所改觀。
六太（聲：内野孝聰（日本）；李世揚（台灣））
琥珀的除妖師成員。魁梧的年輕人，額頭上有白色髮帶。武器是「朝星棒」。
七助（聲：白石兼斗（日本）；鈕凱暘（台灣））
琥珀的除妖師成員。年輕人，常與六太合作。武器是「三日月槍」。
雲母
除妖師的伙伴兼坐騎，一隻擁有無限生命的二尾貓又。喜歡吃魚乾。大小型態可自由轉換。曾跟隨平安時代的巫女翠子。性情温和，除了除妖師之外，也對除妖師的夥伴們相當友善與樂於助人。

### 主角的親人與相關的人
殺生丸（聲：成田劍（日本）；李世揚（台灣））
犬夜叉同父異母的兄長，鈴的丈夫，永遠和刹那的父親，諸葉的伯父。完全的犬妖，實力強大能和麒麟丸平分秋色。十四年前以「膽量測試」為由（實為避開麒麟丸和是露的追殺）將剛出生不久的永遠和剎那帶離村落，讓邪見在森林中設下結界保護她們，並把金色和銀色珍珠留給永遠和剎那。並沒有繼承父親犬大將的衣缽而是選擇走自己的道路。為拯救因為受到銀鱗的詛咒而沉睡不醒的鈴，因此與麒麟丸步入歧途。到處尋找阿久留的風車（能和時之風車產生共鳴使之轉動）。表面上將犬夜叉和阿籬困於黑珍珠內父親犬大將的墓地，實際上是保護他們，待時機成熟便會將他們給釋放出來（向麒麟丸表示犬夜叉的冥道殘月破仍有用武之地），同時也避免他們和麒麟丸對決，以免影響到鈴的性命。表面上不阻止是露命令焰燒毀女兒們幼時所在的森林，事實上是保護她們免受麒麟丸和是露威脅。一直以匿名信的方式指導剎那修煉，並關注夜叉姬的去向。
於18集出現為與麒麟丸苦戰的女兒們解圍。和麒麟丸交手時會撼動天地。於23集在是露被剎那給砍殺後，為免鈴一起死去而用天生牙救活是露反遭她因怒砍斷天生牙。于第24集委托麒麟丸对夜叉姬们进行试炼，結尾将斷刃的天生牙借給在試煉中生存下来的永远，親眼見證她用盡妖力把刹那復活並且喚醒剎那，讓她親手解決所有因刀刀齋為她打造新刀而引來的妖魔。把天生牙交給刀刀齋修復後，再把剎那的幻夢蝴蝶砍斷使她恢復睡眠的能力。在鈴的請求下主動尋找剎那並替她消滅一眾找麻煩的妖怪，要剎那盡快趕到時代樹中。隨後回去時把黑珍珠交給諸葉並告知犬夜叉夫婦的下落及行蹤。直至妻子鈴的詛咒解除後察覺到侄女諸葉陷入與麒麟丸苦戰中，主動現身與麒麟丸決鬥，藉此取回被奪走的黑珍珠。後為保護夜叉姬在身受重傷之際把三人送進犬大將的墓地，導致自己陷入魂魄被侵蝕的危機，由邪見和鈴送入時代樹內的空間。即使長女永遠用斬星劍吸收麒麟丸的招式殘留在自己身上的妖力後仍未醒過來，讓妻子鈴陪在自己的身旁。直至妖靈蝶誕生後感受到強大危機，終於甦醒過來走出時代樹並徹底打敗麒麟丸。同時正式繼承父親的衣缽成為新的犬大將。
鈴（聲：能登麻美子（日本）；張乃文（台灣））
殺生丸的妻子，永遠和剎那的母親，諸葉的伯母。平凡的人類，個性溫柔與樂天，善良且不計前嫌。幼時因家人遭劫匪給殺害變的無依無靠且無法說話。自從遇見殺生丸並且被他的天生牙復活以來就一直跟隨著他，亦受到其他人的歡迎。之後隨楓婆婆在村子一同生活。剛滿18歲就與殺生丸結婚，仍居住在楓婆婆的村子。在楓婆婆、珊瑚和阿籬幫忙接生後生下永遠和剎那，並為她們託付給殺生丸和邪見。在誕下永遠和剎那幾天後的前晚，向流星(妖靈星)許願家人的平安，遇上前來追問永遠和剎那的下落的是露，被她施下銀鱗的詛咒而沉睡不醒。
自那之後沉睡在時代樹中，靠著女兒剎那的睡眠續命，身體維持在18歲的狀態。也讓是露的性命與自己的性命互相聯繫(換句話說，一旦是露死亡也會隨之死去)。在剎那的幻夢蝴蝶被砍斷後，讓銀鱗的詛咒就加劇不斷，於是請求殺生丸讓自己和次女剎那碰面。把剎那幼時的記憶歸還並告知她要解開永遠的心結，拯救是露悲傷的心。最終在是露自願解除詛咒和連繫後終於獲救甦醒。在結局中擁抱女兒們與她們團聚，並用殺生丸送來的布料做了兩件和服給她們。
犬夜叉（聲：山口勝平（日本）；劉傑（台灣））
日暮籬的丈夫，殺生丸同父異母的弟弟，諸葉的父親，永遠和剎那的叔叔，草太的姊夫，芽衣的姑丈。繼承妖怪與人類血統的半妖。右眼藏有著黑色珍珠（由犬大將委託寶仙鬼打造通往自己在人界和冥界之間的墳墓通道，並非為七彩珍珠），持有鐵碎牙。
與身為全妖的哥哥殺生丸不同的半妖，但犬族血脈比殺生丸更接近犬大將。為了保護出生不久的諸葉而將她交給八衛門狸後，與阿籬一起被殺生丸給困在黑色珍珠內的犬大將墓地。第2季中在第4话中位於父親犬大將的墓地和女兒諸葉短暫相見。14話中終於墓地跟諸葉重聚。聽聞侄女永遠能使用天生牙後，想出讓她召喚天生牙到犬大將的墓地以此打開冥界之門的方法。成功離開墓地後與七寶重聚並拿回竹千代保管的黑珍珠，雖然想毀掉它但被女兒諸葉阻止。女兒諸葉把黑珍珠放入口紅貝殼，讓母親十六夜的思念永遠能陪伴父親犬大將的身邊，被眾人一致認為是最好的安排。之後與阿籬一起幫助諸葉她們對抗麒麟丸以及末世末法的危機。
日暮籬（聲：雪野五月（日本）；許淑嬪（台灣））
犬夜叉的妻子，諸葉的母親，永遠和剎那的嬸嬸，草太的姐姐，芽衣的姑媽。千年一遇的強大巫女桔梗的轉世。四魂之玉之戰三年過後通過食骨之井回到戰國時代與犬夜叉等人團聚，在楓婆婆的教導下擔任見習巫女。
儘管是一個現代人但在戰國時期建立家室。為了保護出生不久的女兒諸葉，將帶著祖母十六夜遺物口紅貝殼的諸葉交由八衛門狸後，與犬夜叉一同被殺生丸給困在黑珍珠內犬大將的墓地。第二季中在第4话中位於父親犬大將的墓地和女兒諸葉短暫相見。第14話中終於在墓地跟諸葉重聚，第16話已逃出墓地跟七寶會合並將新弓箭 (父親犬夜叉頭髮及在墓地收集的物品）交給諸葉。之後與犬夜叉一起幫助諸葉她們對抗麒麟丸以及末世末法的危機。
彌勒（聲：保村真（日本）；鈕凱暘（台灣））
翡翠、金烏和玉兔的父亲，珊瑚的丈夫，琥珀的姐夫。「不良」的好色法師，法力高強。曾受奈落的詛咒導致右手出現致命「風穴」的法師。犬夜叉和阿籬被困於黑色珍珠內的犬大將的墓地之後，將竹千代交給獸兵衛。曾經見過剎那被她稱為「雲遊僧人」。能施展和解除對剎那妖力的封印。
由於消滅奈落沒多久失去風穴後仍然和犬夜叉一起消滅妖怪以養妻活兒。但是與實力無比強大的麒麟丸作戰時意識到自己的無能為力(無法幫助犬夜叉和阿籬)後便開始苦修，目前住在深山裡苦修「千日行」已經到第八百天完成後可能會獲得神通力，希望盡量地提升自己的力量。被四兇之一饕餮給視為「強大法力的擁有者」因此險被牠給吃掉。
跟琥珀和翡翠不同，是第一个知道諸葉和刹那實際關係的人类（八卫门狸也知道，但是他是妖怪），并且在诸叶与琥珀相遇前没有把这件事告诉任何人。第22话被是露击败导致刹那的封印被解除被長女金乌所救并且委托她对刹那再次施展封印。在第二季透過書信把「反轉·天地反轉」的法術傳授給諸葉讓她去打敗企圖統治狸穴島的滿月狸和大長老。在第2季17話中進入千日修行的最後階段跟隨妻子珊瑚下山，與昔日隊友和除妖師聯手對抗麒麟丸和末世末法的危機。
珊瑚（聲：桑島法子（日本）；張乃文（台灣））
彌勒的妻子，翡翠、金烏和玉兔的母亲，琥珀的姊姊。出身於除妖師家族，由於族人皆被奈落的詭計下遭全數遇害，故與弟弟是唯二倖存的除妖師。衣服裡藏有各式的除妖武器及藥物，武器是一個用妖怪骨頭打造的超大型迴力鏢飛來骨以及配戴的武士刀。後來把飛來骨傳給兒子翡翠，轉為擔任除妖道具師。自己和女兒們也合力打造一把漆黑飛來骨，以備將來有危難時使用。
當鈴分娩時與楓婆婆幫她接生(連同懷著諸葉的阿籬)。目前居住於深山照顧在山中修行的丈夫彌勒，會在「供養塔」前供奉父親及逝世的族人，並在工房為弟弟琥珀和眾除妖師製造防毒面具。在犬夜叉和阿籬失蹤後一直有打聽他們的下落，在第16話中從七寶和竹千代知道犬夜叉和阿籬和夜叉姬的下落，以及麒麟丸的陰謀後，吩咐女兒們召集家人和除妖師們應對危機，並再次穿上除妖師的服裝，跟丈夫彌勒與昔日隊友、除妖師共同聯手對抗麒麟丸和末世末法的危機。
七寶（聲：渡邊久美子（日本）；連思宇（台灣））
小狐妖，犬夜叉一行人的同伴，曾被彌勒與珊瑚的雙胞胎女兒金烏和玉兔給玩弄自己的尾巴。因為是小狐妖關係所以法術都是比較沒攻擊性的障眼法及狐火，但有時也會跟雲母一樣，用狐妖術變成巨大的粉紅色球以當飛行工具，但似乎飛得很吃力。
現為狐妖族的導師，在這期間請同伴打聽犬夜叉夫婦的消息，得知兩人的女兒諸葉成為賞金獵人的事情，本來回到食骨之井附近尋找對方。意外救走因手持黑色珍珠而被麒麟丸給追擊的竹千代。隨後去除妖師村落找珊瑚，從竹千代口中得知犬夜叉夫婦及夜叉姬都被困在黑色珍珠內，因此在交界處出口與他們見面並且帶他們回去食骨之井。目前幫助昔日隊友應付末世末法的危機。
金烏・玉兔（聲：胡麻鶴彩・上田瞳（日本）；連思宇・穆宣名（台灣））
彌勒與珊瑚的雙胞胎女兒、翡翠的雙胞胎姐姐。熱情開朗的金烏是姊姊；而鎮定自若的玉兔是妹妹。兩人的名字都是由父親彌勒為命名。被父母和七寶統稱為「金玉」，年幼到至今很喜歡作弄弟弟翡翠、和犬夜叉七寶。
長女金烏繼承父親彌勒的法力，成為一名擅長封印的法師；當剎那因為妖力封印被解除時而失控幫助她重新封印妖力。次女玉兔伴隨著母親珊瑚成為除妖道具師，並繼承母親的工房，經常來往於住家和父親彌勒修行的寺廟之間送便當，幫助照顧父親彌勒和為除妖師製造工具，理解弟弟翡翠對父親的誤解。
邪見（聲：長島雄一（日本）；孟慶府（台灣））
殺生丸的隨從。在森林中展開結界，以保護初生的永遠和剎那。在森林大火後，暗中與阿哞送剎那到半妖村生活（刻意隱藏自己身影，讓失憶的刹那看不見他，以免被他的樣子給嚇壞），也一直替殺生丸送匿名信、金幣（生活費）、皮毛披肩和小刀贈給剎那，藉以指導她修煉及進行「膽量測試」。此外他透過人頭杖把諸葉成長的影像傳送至冥界給犬夜叉夫婦觀看藉以安慰他們對女兒諸葉的思念。在18集與殺生丸一同出現目睹永遠和剎那姊妹倆已長大成人而感到安慰。在第一季結尾尋求刀刀齋的協助讓他幫助永遠和剎那。
阿波的八衛門狸（聲：茶风林（日本））
擁有變身及飛天能力的狸貓妖怪。彌勒的僕人，稱彌勒為「主人」。竹千代的家臣，居住在狸穴島。在十四年前幫助遭麒麟丸逼害的犬夜叉與阿籬帶諸葉逃生並送到妖狼族，之後返回彌勒的身邊。
阿哞
雙頭會飛的妖獸，殺生丸的坐骑，口能喷火。和邪見一起將在森林大火中倖存下來的刹那送到紫織建立的半妖村落生活。
犬大將（聲：大塚明夫（日本）；鈕凱暘（台灣））
殺生丸和犬夜叉的父親，殺生丸的母親和十六夜的丈夫，永遠、剎那和諸葉的祖父。犬妖族的首領，與麒麟丸同被譽為「獸王」然後統治西方地域(西國之主)。兩百年前與死神鬼和龍骨精大戰中身受重傷，之後為了救出妻子十六夜和剛出生不久的次子犬夜叉與一位曾經愛慕十六夜的武士剎那猛丸在火海的戰鬥中陣亡。六百年前曾打敗過初次見面的麒麟丸僅砍掉對方一隻角和一隻手，後來發現麒麟丸的女兒璃音在觀看時露出恐懼的模樣後，因此勸告麒麟丸應該要替璃音著想下不要帶她上戰場(因為以璃音的個性，她在戰場上根本無法克服恐懼)。五百年前與麒麟丸合力摧毀墜落地球的「妖靈星」的彗星碎片。一直受到麒麟丸的姐姐是露的青睞，可是卻從來不知道是露的心意。人類形態及去世的情節都出自電影版《犬夜叉天下霸道之劍》中的描述。犬大將為犬族首領的稱呼並非本名。
殺生丸的母親（聲：榊原良子（日本）；許淑嬪（台灣））
杀生丸的母亲，永远和刹那的祖母。跟丈夫犬大將和兒子殺生丸同樣是犬妖（犬族），犬大將的元配妻子，犬族的太妃(前任首領的正妻)，邪見尊稱其為「令堂大人」。額上有月亮標記，與殺生丸長的十分相像，個性腹黑。脖子上配戴著丈夫犬大將所給予能夠開啟冥界之門的「冥道石」。說話口是心非，非常在意兒子殺生丸的感受也見不得他傷心。除了殺生丸之外，從來不記自己認為是小人物的名字。很早以前認識是露和麒麟丸，因此十分清楚是露對犬大將的愛意和對十六夜的嫉恨之心，面對是露將自己跟十六夜來做些比較感到不悅，甚至嘲諷她擁有對犬大將的感情之心。
表面上看似漠不關心、完全不在意任何和犬大將的子孫有關的事，但是實際上卻瞭如指掌。認同妖怪的放養式教育（即「膽量測試」），更是認為半妖必須靠自己的能力生存才有活下去的價值。在夜叉姬通過冥道丸的試驗後，告知長孫女永遠有關麒麟丸對斬星劍施下詛咒的事並且建議她不要使用斬星劍，但是因為永遠暫時沒有其他能承受她妖力的武器而收手。
十六夜
犬夜叉的母親，犬大將的側室妻子，諸葉的祖母。一位家道中落、沒落的貴族的城戶公主，過去曾受到武士剎那猛丸的愛慕，自從遇上西方妖怪的首領犬大將與他相戀後懷著半妖的兒子犬夜叉，在自己的城邸中生下犬夜叉不久遭到曾經愛慕自己的剎那猛丸給行刺身亡，之後被趕來營救的犬大將用天生牙復活後逃離陷入火海的城邸目睹犬大將跟剎那猛丸的打鬥中葬身火海，然而在某段時期照顧著流有人類和妖怪的血源的半妖犬夜叉，所以受到其他貴族的輕視與冷漠。經常都會在犬夜叉身邊安慰他的同時也對此事感到特別感傷，最後在家破人亡的情況下生病過世。此外諸葉的口紅貝殼和火鼠袍最初是由犬大將贈予後轉交給犬夜叉的遺物。與犬大將的墳墓相連的黑色珍珠就是她當年在犬大將過世之後所流下的眼淚，並由初代的寶仙鬼打造成珍珠。
日暮草太（聲：榎木淳彌（日本）；鍾少庭（台灣））
日暮籬的弟弟，諸葉的舅舅，永遠的養父。十年前在時代樹前遇到被傳送到現代的永遠，一眼便知道她來自戰國時代(行為與姊夫犬夜叉有點相似，推斷她也擁有妖怪的力量)，收養了她並撫養成人。要求永遠遵守一個秘密：不要在公眾場合使用自己半妖的力量。婚后带着永远一家四口住在公寓。儘管沒有明確描述其職業，但可以從博物館借來名劍菊十文字（贗品）。在夜叉姬返回戰國時代前，曾讓永遠和諸葉看見相簿中的阿籬和犬夜叉。於第2季21話和夜叉姬永別目送她們返回戰國時代。
日暮萌（聲：松井惠理子（日本）；連思宇（台灣））
草太的妻子，永远的养母，諸叶的舅妈，芽衣的母親。個性熱情洋溢。一頭棕髮。世界級音樂家，教導剎那演奏小提琴，形容為「五百年難得一遇的大天才」，渴望將她栽培成像自己一樣的世界級小提琴家。
日暮芽衣（聲：照井春佳（日本）；許淑嬪（台灣））
草太的親生女兒，永远的乾妹妹，諸葉的表妹，阿籬的侄女。可愛伶俐，性格單純直率，外表像母親。是永遠非常疼愛的妹妹，但其實疼愛她的真正理由，或許只是代替失散的親妹剎那。希望永遠的举止和打扮都能更像女性。
大媽媽（聲：百百麻子（日本）；張乃文（台灣））
日暮籬、草太的母親，永遠的養奶奶，諸葉的外祖母，芽衣的祖母。除了頭髮的一部分變灰之外，外觀與前作相比幾乎沒有變化，而且非常年輕，因此永遠稱呼她「大媽媽」。居住在日暮神社。由於諸葉的眼睛和阿籬一模一樣，故本能地一眼就認出她是阿籬的女兒亦即自己的外孫女。
爺爺（聲：铃木胜美（日本）；孟慶府（台灣））
日暮籬、草太的祖父，永远的養曾祖父，諸葉的外曾祖父，芽衣的曾祖父。居住在日暮神社。將曾送給阿籬但遭拒的招運河童腳轉送給諸葉。了解許多古物的來歷，但隨着四魂之玉消失，時間的修正使他忘記了四魂之玉的來歷及昔日曾售賣的贗品四魂之玉鎖匙扣。
小蚋
日暮家飼養的貓，自草太還年幼時飼養至今。

### 現代人類
希林理（聲：细谷佳正（日本）；李世揚（台灣））
永遠的班主任。在聖加百列女子學院工作的老師。對永遠循循善誘，教導學生們要遵守學園秩序(像是不能打架和遲到)。紳士般禮貌地對待學生和家長，但表現出非「普通人」的能力，例如：能夠看見妖靈星。麒麟丸的斷手(六百年前與犬大將交手時被他用鐵碎牙給砍下)化成的分身，變成人形前被聽從是露吩咐的理玖扔入食骨之井而來到五百年後的未來，能和麒麟丸共享視覺，擁有六百年前麒麟丸的所有記憶，與理玖一樣能使用法術和妖力並知道妖靈星的事，但劍術遠勝理玖也不會視自己為家僕。但和麒麟丸不同點是生活在現代社會的時期喜歡和人類相處。
基於自身無法處理妖靈星危機才請求麒麟丸拯救人類，之後得知夜叉姬的事決定和她們合作消滅妖靈星及除妖，轉而拒絕響應麒麟丸的呼喚以免戰國時代毀滅。也一直記得璃音及麒麟丸要帶璃音走遍世界的約定，在現代到處遊歷及收集不同地方的風景。從夜叉姬的口中得知璃音的遭遇後，決定消滅麒麟丸和妖靈星所釋放的妖怪藉以替她報仇，甚至想取代麒麟丸來改變妖怪絕跡人類的歷史成為主宰。故意回應麒麟丸的呼喚強行打開時空通道及帶走妖靈星、斬星劍返回戰國時代。間接導致時之風車和阿久留的風車毀壞。之後利用吸妖魂的果實和妖怪的力量讓妖靈蝶破蛹而出吸收引誘璃音作為操控妖靈蝶的核心力量，企圖擺脫麒麟丸消失後自己也會消失的危機。之後被永遠斬斷右手及本源標記，使自己失去本身怨念附身在眼鏡上，化身糾纏璃音不放的半妖逆叉企圖吸收她取代為妖靈蝶的本體。最終被在永遠的幫助下成功克服恐懼的璃音以斬星劍給徹底消滅。
不良首領（聲：木内太郎（日本）；李世揚（台灣））
客串，不良少年的首領。
角色和其手下的原型分别出自高桥留美子作品《亂馬½》九能带刀和《福星小子》的拉姆團。

### 妖怪

#### 麒麟丸一黨(東雲)
麒麟丸（聲：細谷佳正（日本）；李世揚（台灣））
東方的妖怪首領，是露的弟弟、璃音的父親，自古以來便和「犬大將」（殺生丸和犬夜叉之父）一同位居妖獸頂端的王者被稱為「獸王」。東方地域歸屬麒麟丸，西方地域歸屬犬大將，實力不相伯仲。在犬大將去世後只有殺生丸能與平分秋色。外形是一個戴著像麒麟頭骨面具的年輕武士，是露的弟弟，武器為「爆星劍」，招式為「爆碎槍破」。大約兩百年前（犬夜叉出生的前後）曾擁有「四魂之玉」。由于长期生活在海洋上，所以陆地上的人几乎不知道麒麟丸的存在也没人发布悬赏訊息。
自從犬大將逝世後二百年來，殺生丸並沒有繼承犬大將的地位。因此企圖以時之風車和阿久留的風車之力量趁機扭曲時空前往未來，但這亦會毀滅戰國時代的世界。在冥加看來「那般尊貴的獸王大人竟然存在此等野心，實在叫人難以置信」。喜歡仰望星空。性格頗為正直只願意和強者交手，雖然渴望強大但真正的心願只是為了自己在戰勝後再見女兒璃音的笑容。
在未戰敗時一直把璃音帶在身邊，但是在六百年前敗給初次見面的犬大將還被對方給砍掉一隻角和右手，在犬大將發現璃音露出恐懼的模樣後，因此被告誡應該替璃音著想下不要帶她上戰場，之後用被砍斷的角創造出自己的分身理玖，而被砍斷的手則是創造出在五百年後的未來的分身希林理。當璃音在六百年前被半妖逆叉給殺害，由於無法接受殘酷現實只好把璃音的靈魂封印在產靈山的結界中，直至夜叉姬到來令璃音以泥偶之身離開產靈山。
在大約五百年前與犬大將合力擊碎妖靈星掉落地球的碎片後，想再次和犬大將對決爭奪天下。在二百年前聽聞犬大將在龍骨精大戰中身受重傷也不趁機入侵西國，反倒吩咐部下理玖收集比較好的藥草送去給他療傷。可是當理玖才剛到達十六夜的城邸時看見犬大將已經戰亡。面對失去強大的對手而歎息，隨後進入長眠以陪伴女兒璃音。直至二百年後被姊姊是露所喚醒得知殺生丸和犬夜叉育有半妖女兒。由於「四魂之玉」曾預言：「能將麒麟丸毀滅的，是一個既不是人類也不是一個妖怪，還能穿越時空的存在。」(實為化身妖靈蝶的璃音，而妖靈蝶是由未來的妖靈星穿越時空，回到戰國時代後誕生。)是露推斷為他會被擁有穿越時空能力的半妖打倒，所以想要除掉擁有犬大將血脈的半妖，特別是在月蝕出生的雙胞胎永遠和剎那，以及母親來自現代的諸葉。本打算要除掉把最具有威脅、擁有鐵碎牙、曾經穿越時空的犬夜叉，但因假意合作的殺生丸早一步把犬夜叉和阿籬封在黑珍珠之中暫時作罷。並以鈴的生命作為要求殺生丸替自己去尋找阿久留的蹤影。在第一季第24集当中发现姊姊是露想要除掉夜叉姬的計畫，加上她怒砍斷天生牙的事向殺生丸道歉，並將七彩珍珠散去以暫時阻止姊姊是露卻因此与她决裂。随后遭到部下理玖的背叛在受伤的情况下对夜叉姬们进行试炼，最終不得不去承認她們的實力。
第二季18集告訴女兒璃音與理玖說出現世右手(希林老師)及妖靈星在現代還有自己在斬星劍施下詛咒(只要使用能力會將永遠的魂吸收變成裝璃音的魂之容器。)的事，並在戰鬥並重創理玖與帶走璃音。隨後飛去時之風車時卻因許多妖怪的阻擋加上被理玖使計救走璃音，雖然在回應自己的分身希林理不成，目睹希林理強行打開時空通道及帶走妖靈星、斬星劍返回戰國時代鐘音不明原因而在船上睡眠。卻感受到妖靈蝶的妖力下甦醒後目睹跟隨希林理進入妖靈蝶的璃音為此動怒下進入妖靈蝶，然後跟希林理產生對峙被他批評自己在過去不顧璃音的感受害她身亡的原因，為了挽回璃音的信任動身前往時代樹與殺生丸決鬥中被徹底打敗命縣一線。被以妖靈蝶為本體的璃音所救。終於理解璃音的心情及自己的心願向璃音和夜叉姫道歉，父女二人和好如初並一起逝去，靈魂歸於天津甕星之劍。
是露（聲：坂本真綾（日本）；楊凱凱（台灣））
麒麟丸的姊姊、璃音的姑母，十分照顧弟弟麒麟丸和侄女璃音。很鍾情於犬大將，自稱被他給狠心拋棄，對犬大將一家充滿怨恨、嫉妒。討厭半妖和人類，認為妖怪愛上人類是自甘墜落的行為。十分憎恨十六夜(因為犬大將是為了救十六夜而喪命)，繼而也恨上由人類生下的犬大將的半妖子孫們。認識殺生丸很久表面上尊稱殺生丸為大人也認識殺生丸的母親。在大約二百年前（犬夜叉出生前後）曾擁有「四魂之玉」。以法杖和梓弦（土蜘蛛的蜘蛛絲）為武器，七彩珍珠的力量為輔助。
七彩珍珠是四魂之玉在犬大將去世時聽取願望，由其為犬大將去世所流下的眼淚形成，寄宿著對他的情感（悲傷和愛慕）、妖力及「四魂之玉」的力量伴隨著它們，四魂之玉的力量得以保存，讓自己也不再是妖怪的身份。身體的時間一直停滯不前。
當麒麟丸在六百年前敗給初次見面的犬大將還被對方給砍掉一隻角和右手讓侄女璃音恐懼與擔憂麒麟丸的安危後，因此在麒麟丸回來後勸他以後不要帶璃音到處去打仗未果，當麒麟丸用自己被砍掉一隻角創造出分身理玖後，因此決定雇用理玖。
實際上從「四魂之玉」的預言中得知犬大將會死，被麒麟丸諷刺自己很害怕「四魂之玉」的預言讓自己的心中產生拯救犬大將的想法，在犬大將去世後已經有尋死的念頭。第23话时一度被剎那以血刃击杀企圖復仇（令鈴也一起死亡，讓殺生丸再次嘗到失去摯愛的滋味）後被殺生丸以天生牙救活。一怒之下把天生牙截斷。第24話被麒麟丸奪走及散去七彩珍珠的阻礙下因而宣告和他决裂。
剛開始對誕下半妖雙胞胎永遠和剎那幾天後的前晚向妖靈星許願的玲施下銀鱗的詛咒，之後喚醒麒麟丸並且警惕他有關四魂之玉所留下的預言：「能將麒麟丸毀滅的，是一個既不是人類也不是一個妖怪，還能穿越時空的存在。」提議麒麟丸除掉殺生丸和犬夜叉的半妖孩子，導致夜叉姬自幼與父母分離。實際上比起麒麟丸的生死，更憎恨由人類生下的犬夜叉和夜叉姬以半妖的身份繼承犬大將血脈。繼而在四魂之玉事件後藉以永遠和剎那出生事件為開端策劃一連串陰謀。大約四年後通過展夢之術掌握住永遠和剎那的下落，命令焰將她們所在的森林給燒毀(目的是要除掉她們)。把自己的生命和鈴聯繫起來使她沉睡不醒。發現弟弟麒麟丸不願意和實力太差的夜叉姬交手的念頭後，故意襲擊彌勒以取得解封剎那的咒語，企圖逼三位夜叉姬覺醒妖力血脈讓麒麟丸認真對付她們，雖然在被剎那給擊殺，卻被殺生丸用天生牙復活為此動怒下一度砍斷天生牙引起麒麟丸的注意。在麒麟丸將自己的眼淚所變成七彩珍珠散去后与他决裂。
在第2季繼續召喚下等妖怪以對付夜叉姬並收回所有七彩珍珠，在決戰時收回體內恢復妖力然後設下讓永遠的妖力失控的陷阱，企圖故意讓她間接殺掉和自己連繫在一起的鈴。在剎那分別解開永遠的心結與砍斷自己對沒能拯救犬大將的悔恨、自責感與悲痛的因緣之線，使自己終於釋懷及解除對鈴的詛咒和連繫。最終選擇讓理玖幫自己了結性命追隨犬大將而逝去，告訴剎那和永遠有關麒麟丸會憎恨人類與半妖的因由，留下法杖給璃音和理玖作為對付麒麟丸的武器。
璃音（聲：藤田咲（日本)）
麒麟丸的女兒，是露的姪女。有著幼鹿似的耳朵的少女。持有吸妖魂的根(鎖匙形態)能夠轉換為星碎之笛。
過去在父親麒麟丸在未嘗一敗之前一直追隨他到處旅行。原本看到父親戰勝回歸後一直露出笑容，但是很希望父親麒麟丸不要一直上戰場上(不想父親受重傷或戰亡)決定封閉自己的笑容，卻讓完全不知情的父親麒麟丸總是打勝仗讓自己恢復笑容，當父親麒麟丸在六百多年前敗給初次見面的犬大將還被砍掉一隻角和右手，由於自己露出驚恐的模樣被犬大將給發現後，讓犬大將告誡麒麟丸應該要替自己著想為先，而不是帶着自己上戰場(因為璃音無法克服恐懼)。但是在六百年前不幸被半妖逆叉給殺害，自此靈魂被父親給封印在產靈山的結界中直至夜叉姬到來。持有吸妖魂的根(鎖匙形態)能夠轉換為星碎之笛。父女以幻夢蝴蝶來共享夢境。
昔日和父親關係很好一直被他保護得很好，以致戰力甚至不如作為後起之秀的夜叉姬。實際上刀法和術法盡得父親和姑母真傳，可以和理玖共同戰鬥，但天性無邪和善良的性格令自己不適合在戰場上生存與戰鬥。
在夜叉姬到訪產靈山後幫助她們脫離結界，之後和夜叉姬成為朋友。把吸妖魂的根送給永遠並跟隨永遠等人離開產靈山。剛開始被靈山結界中的幻夢蝴蝶給催眠不醒，但在諸葉到來的同時幻夢蝴蝶就消失的同時才醒來。醒來後就委託夜叉姬擊敗想啟動末世末法的父親麒麟丸，並把吸妖魂的根(斬星劍)轉贈給永遠。請求剎那把自己和父親聯繫在一起的線(幻夢蝴蝶)斬斷後，靈魂被麒麟封入用自己逝去的骨頭和墳土造成的泥偶。之後以自己的意志使泥偶活動自如(但仍需麒麟丸定期補充力量)，並用星碎之笛解除產靈山的結界。離開產靈山後跟隨理玖離去並期待和夜叉姬再會。之後與姑母是露短暫交談後，得知姑母盯上永遠後主動和理玖前去保護永遠。
在姑母是露逝去後，繼承姑母是露所遺留法杖作為討伐父親麒麟丸的武器。在得知斬星劍的詛咒後和理玖與父親麒麟丸決戰，雖然一度險勝父親但因不忍心痛下殺手反被誤傷理玖後被父親給強制帶至時之風車。隨後被理玖救走前往產靈山用蘋果種子吸收山中靈氣及妖氣快速種植出吸妖魂的果實用來對付麒麟丸及妖靈星，卻被希林理給誤導及操控捨棄身為同伴的理玖成為妖靈蝶的本體帶來滅妖危機。最終在夜叉姬和父親的呼喚和切斷自己的心結後成功脫離控制，並且打敗自己的恐懼和希林理化身的半妖逆叉後，透過永遠的幫助下得以緊握父親麒麟丸的手和好如初選擇逝去與姑母是露團聚，父女的靈魂歸於天津甕星之劍。

##### 四凶
麒麟丸統領的四大妖獸。在古老的春秋時代東渡而來。
檮杌（聲：木内太郎（日本）；孟慶府（台灣））
赤色珍珠的原主。巨豬妖怪，住在赤骨殿。在主要故事開始之前已被化身「崩國的紅夜叉」的諸葉用魔性之爪給斬首，故諸葉忘記自己消滅牠，醒來的諸葉拿走其身上的赤色珍珠並將其身軀給賣掉。頭骨被兒子若骨丸給收回後再收集骨頭來使其復活，但還沒復活就被夜叉姬所消滅。
窮奇（聲：行成桃姬（日本）；許淑嬪（台灣））
紫色珍珠的原主。外形是有翼的女人，原形是有翼的白老虎。派出手下夜爪和吹雪攻擊夜叉姬。儘管跟隨麒麟丸，但也有野心要取走七彩珍珠來獲得強大的力量並統治世界。
把紫色珍珠借給夜爪，可是夜爪卻未能收集有關的信息，並試圖找出夜叉姬的弱點的令和時代但由於受阻而失敗。從失敗的夜爪中收回紫色珍珠增強妖力，並轉變成原始有翼的白老虎形態以追捕，但被永遠擊敗紫色珍珠被理玖給奪走。
渾沌（聲：安元洋貴（日本）；李世揚（台灣））
藍色珍珠的原主。有兩隻角和一條尾巴，頭戴烏鴉帽，身穿道士服的中年男子外形，擅长使用道術或方術之類的法術。有一種獨特的美感，喜歡優雅，例如摧毀了繞樹而建的軍閥堡壘。口頭禪是「低俗！」。伴隨著兩個獅子形態的式神：紅色的「風獅」和綠色的「雷獅」。是陸地戰鬥的專家，並且使用咒語執行各種技巧。佩戴太古流傳下來的神劍作為武器，絕招為「神速」。十年前用法術殺死了冥王獸，搶了他的一部分甲殼並穿作鎧甲。由於鎧甲抽走了冥王獸的妖氣，因此對妖氣的攻擊無效變成刀槍不入。被冥福用「雷冥胞」破壞而失去甲殼並撤退，後者希望向冥王獸報仇。此後他躲藏起來得知永遠的弱點是「朔月之夜」後把此事告知饕餮。第18集被召喚式神青鬼對付永遠和剎那，反被自己失控的式神咬下首級，藍色珍珠被理玖給回收。
饕餮（聲：白熊寛嗣（日本）；孟慶府（台灣））
橙色珍珠的原主。狗妖怪。能把所有東西吸入體內像風穴一樣，反之也可以呼出被吸入的東西。專門在各處尋找並吞吃高僧和神官，曾經想吃掉西遊記裡的三藏法師。卻很討厭毒，於第13集想吞吃「強大法力的擁有者」彌勒，卻吃到剎那的毒華爪而敗走，因此不敢吃半妖。
第18集，不敵夜叉姬而向麒麟丸求救，卻被麒麟丸訓斥：「不要去惹來不必要的顧客」然後逃跑。第21集，被理玖砍下首級連橙色珍珠被奪走，尚存氣息的頭顱亦被諸葉踢亡，屍首拿去換取賞金。

##### 麒麟丸與四凶的手下
夜爪（聲：山崎巧（日本）；李世揚（台灣））
窮奇的手下，四眼貓頭鷹妖怪，十年前就暗中觀察犬夜叉一行人結束收集四魂之玉碎片後的生活。化身為茶人宗久替扇谷柊彈正工作抓住永遠。第八話使用「展夢之術」窺視永遠、諸葉和竹千代的夢境以掌握其弱點，但被因失去睡眠和夢境而不受影響的剎那給消滅。
若骨丸（聲：三瓶由布子（日本）；鈕凱暘（台灣））
檮杌的兒子，外形是眉清目秀的美少年，住在赤骨殿。武器是扇子，能抽取人類和野獸的整副骨頭並將其用作武器的能力。不斷地收集骨頭企圖讓只剩下屍首的父親檮杌復活。因為諸葉將父親檮杌給打倒殺害取走牠身上的赤色珍珠並賣掉其遺體，因此將諸葉視為殺父仇人決心為父報仇卻反被諸葉給消滅。
二枯仙（聲：手塚秀彰（日本）；孟慶府（台灣））
渾沌的手下。噴出仙氣之毒來吸收樹木精氣的妖怪。原本是一個仙人，後來將人類肉身修至極致後就產生邪念，轉修妖道後步入歪路。同時在人類和妖怪兩道上登峰造極。即使斷頭只要有重要的軀幹也可以重生。受渾沌之命去解決夜叉姬，在朔月之夜趁永遠失去妖力時攻擊夜叉姬，但卻被黎明時妖力恢復的永遠給消滅。
最初是《犬夜叉》原版漫畫中的角色，但由於比例尺而忽略了外觀插曲，因此最終版本中並未出現，此角色在動畫中首次出現。
吹雪
窮奇的手下。棲息於北國的冰與雪的妖獸。被諸葉和永遠給消滅。
焰（聲：後藤光祐（日本）；孟慶府（台灣））
操控火焰的山之邪神。在雪山深處擁有一座大邸宅，唯獨那裡的環境彷如春天般美好。在永遠和剎那的童年時期，應麒麟丸的姊姊是露的要求，燒毀她們所在的整片森林以除掉她們，卻造成當年姊妹倆被迫分離。因佔有慾而強行將住在山下的美麗姑娘玉乃擄到自己的大宅中生活，後來更為了不再讓別人看見玉乃，把她關押在大宅的監牢裏。發現永遠和剎那是當年沒消滅的殺生丸女兒倆而更加激起殺意。因看到理玖對待玉乃的方式以及玉乃的多番拒絕，悲憤之下妖力失控，連帶大宅自焚成灰燼。

#### 妖狼族
鋼牙
諸葉的養父，妖狼族首領。受阿波的八衛門狸委託，和妻子菖蒲一起代替犬夜叉和阿籬養育諸葉。
菖蒲
諸葉的養母，住在北方山上的妖狼族少女。前作的完結篇中和鋼牙結婚。受阿波的八衛門狸委託，和丈夫鋼牙一起代替犬夜叉和阿籬養育諸葉。
凱風（聲：白石涼子（日本）；汪世瑋（台灣））
妖狼族的女性，諸葉的師父，屍屋獸兵衛的老朋友。俱利伽羅丸的原有者。絕招是「凱風快晴」，用拳頭釋出帶有妖氣的龍捲風。受族群首領鋼牙所托收諸葉為徒，清楚知道其身世和繼承的能力。
三年前當諸葉被極樂鳥給襲擊時由於使用口紅的副作用，因失去理智抓傷其臉頰。正當諸葉失去知覺後，被自稱是剛好路過的古董商人的鼬鼠男給欺騙穿上「鐵鼠之鎧」，雖能能夠大幅提升妖力和防禦力，但隨著時間流逝鎧甲會不斷縮小直至壓碎身體；除非取得刀鍛治之鼠重新打造一副新鑰匙並讓他人幫忙打開、轉移鎧甲到對方身上方可得救。
由於需要昂貴的鑰匙來卸下鎧甲，故此通過妖賭博將諸葉扔進「蟲毒的坩堝」，本人則用獲得的獎金對弈獸兵衛，以換取諸葉卻賭輸。作為替代把年僅11歲的諸葉賣給屍屋，離別時留下俱利伽羅丸。多年後終於找到了刀鍛治之鼠隱居深山的工房，卻已遭渾沌給滅絕，並利用「鐵鼠之鎧」的鑰匙威脅殺死諸葉以換取鎧甲的鑰匙做為條件。與諸葉一對一的戰鬥中，在師徒決戰時企圖借用諸葉的新絕招「紅之爆流破」拉着渾沌同歸於盡而亡，但由於渾沌使用藍色珍珠逃離，只能由自身接下紅之爆流破，並在告知諸葉此招的真名後逝世。

#### 禍一族
金禍・銀禍（聲：兴津和幸・大须贺纯（日本）；孟慶府・鈕凱暘（台灣））
禍一族的雙頭妖怪，自卵中生下來便具有兩顆頭顱，實力較強的一方會吞吃另一方，注定要戰鬥直到其中一方被殺為止。受首領女禍任命奪取七彩珍珠。成功奪回珍珠後卻被女禍奪過來並吸收銀禍的肉身，金禍救助他不果，女禍被剎那所消滅後，金禍與銀禍都化為塵埃消逝。
在《犬夜叉》主要故事出現的同名怪物，但外表和配音演員不同。那是由魍魎丸襲擊並被融合的（漫畫中的金禍與鐵碎牙融合，形為新的鐵碎牙）。
女禍（聲：小岛幸子（日本）；許淑嬪（台灣））
禍一族的首領，殺生丸的仇家之一。金色和銀色珍珠是其氏族的傳家寶物。應是露要求試圖搶走初生的永遠和剎那，卻被殺生丸擊退並一併奪去金色和銀色珍珠。十四年後利用金禍和銀禍重新奪回七彩珍珠並打算將其肉身吸收，由剎那給消滅。

#### 其他妖怪
根首（聲：江頭宏哉（日本）；孟慶府（台灣））
曾被巫女桔梗給封印的妖怪。覬覦桔梗的四魂之玉。根部必須生長並鋪散在地底，把人類當作養分吸收的妖怪，能在泥土裡增殖。在桔梗遇見犬夜叉不久前封印的妖怪，由于当时的桔梗不願杀生，哪怕對方是妖怪也一樣，所以就用封印之箭将其封印在一个坟墓当中。儘管在十五年多前已經從主要故事中被犬夜叉等人給消滅，但殘骸卻被時代樹所吸收具有穿越時空的能力。與諸葉和剎那相遇使她們穿越到現代的世界，旨在得到七彩珍珠。後來把夜叉姬送返戰國時代後被她們給消滅。
首次登场於前作《犬夜叉》漫画的后日谈短篇。由於短篇是在原作漫画完结之后（2013年）才出，因此完结篇动画中並未登场，此角色在動畫中首次出現。
飛頭根
根首的殘根，擁有自我意識及寄生能力的草根妖怪，能自如操控宿主的力量。先後寄生在永遠與芽衣身上，最后被刹那用除妖药逼出並命喪于除妖药之下。
（聲：生天目仁美（日本）；許淑嬪（台灣））
黑色長髮，上半身類似袒胸露臂的人類女性、六手三眼蜈蚣妖怪，覬覦七彩珍珠。百足妖婦的孫女。被剎那給消滅。
巨型貓妖（聲：木内太郎（日本）；李世揚（台灣））
貓妖怪。約一百年前被一位靈力高強的僧人給封印，骸骨埋葬在古寺峰古寺的地板下。居住在古寺中的年輕僧侶，飽含溫情地讀誦經文，無知地祭奠下喚醒了其靈魂打破封印依附僧侶和古寺。被永遠給消滅。
冥福（聲：廣橋涼（日本）；許淑嬪（台灣））
妖怪。大約50歲。父親冥王獸被渾沌所殺，此後跟蹤渾沌十年，目標是奪回父親的甲殼好好祭奠父親，但由於膽怯的性格，即使被告知自己是盾牌，也會感到害怕和猶疑。黏在永遠腹部，以堅固的甲殼幫助之下，近距離使出「雷冥胞」攻擊渾沌，和永遠合力成功收復父親的甲殼。
冥王獸（聲：西前忠久（日本）；孟慶府（台灣））
冥福的父親，擁有最強鎧甲的大妖怪，甲殼是無數妖怪當中最堅硬的，哪怕是金剛石也無法擊破。十年前被渾沌所殺，甲殼的一部分被抽走妖氣再加以法術矯正成盔甲的形狀被其穿戴。
在《犬夜叉》主要故事出現的同名怪物，負責配音的演員也一樣，但是在被和尚給摧毀後可以通過吃掉魍魎丸的肉來復活。
毒蛟（聲：木内太郎（日本）；孟慶府（台灣））
棲息於沼澤中噴吐毒霧的妖怪。被永遠給消滅。
沼渡（聲：江头宏哉（日本）；鍾少庭（台灣））
棲息於沼澤中噴吐毒液的水妖。被剎那給消滅。
第二代寶仙鬼（聲：齊藤志郎（日本）；孟慶府（台灣））
掌管寶玉的妖怪。鐵碎牙的金剛形態由父親亦是犬大將的好友第一代寶仙鬼的妖力所注入而形成。在理玖借出綠色珍珠的力量幫助之下只用四年的時間便修復好黑色珍珠(原本黑色珍珠需要一百年的時間才能修復)和口紅貝殼並送還給犬夜叉夫婦。
蛾御前（聲：勝杏里（日本）；孟慶府（台灣））
飛蛾妖怪，武士的外形。能吐出有毒霧氣和絲線。有多個妖怪手下，誇耀自己吃掉一百個武士並奪得聞名天下的長薙刀「兼光之巴」。主要故事發生大約三年之前，趁紫織在日蝕失去結界能力時，襲擊紫織的半妖村落。雖然所有手下都被伏擊的半妖擊敗，但自己仍處於上風，最後被妖怪之血喚醒的剎那撕碎，兼光之巴也就成為封印剎那妖怪之血的媒介兼武器。

### 戰國時代人類
理玖（聲：福山润（日本）；賈文安（台灣））
自稱是一名登上陸地的年輕海盗，實為麒麟丸的心腹部下，六百年前由麒麟丸用自己的斷角（與犬大將交手時被鐵碎牙砍掉的一角）製造出來的分身（擁有相同氣味），受制於麒麟丸和是露姊弟倆。綠、藍、紫、橙、銀色珍珠前擁有者。儘管看起來像個年輕人，但他是一個「失誤」和「傀儡」（类似于奈落和神乐的关系），並且已生活兩百多年而沒有改變外貌。麒麟丸能透過他共享視覺。通過用手指轉動左耳上的藍色球形裝飾耳環（並非七彩珍珠，第2季起耳環加上可放大縮小的佩刀）可瞬間移動，並能使用法術。口頭禪是「毫無瀟灑可言！」。由於曾跟隨麒麟丸周游列國，所以會英語，知道蘋果有「forbidden fruit」之別稱。
在是露的教育下看不起且完全無法理解妖怪和人類之間的愛恨情仇，認為愛上人類的妖怪都會像犬大將一樣會自取滅亡。但與兩百年前完全不解風情相比，現已相當懂得處世之道。重視是露、璃音多於麒麟丸，稱呼是露為姊姊，甚至為了是露和麒麟丸決裂一事而一刀背刺麒麟丸，間接影響他和夜叉姬戰鬥時的發揮(但仍處於上風)。
非一般的妖怪會施展神奇的法術，可以不用接觸敵人就能奪對方的性命、擁有隨意製造金砂和使海水結冰的能力。但劍術上不敵另一個分身希林理。
尊稱殺生丸、犬夜叉、阿籬、鈴為大人；夜叉姬為「公主殿下」；璃音為大小姐。形容永遠是個優秀的女性，擁有他們所沒有的東西，對永遠有好感。兩百年前沒有任何情感，措詞淺薄，行為並沒有理解對方說話的含意，例如當被告知「用腦」時，將頭左右搖擺。由於麒麟丸對自己的信任超越窮奇和渾沌時因此遭忌恨。目睹兩百年前是露製作七彩珍珠的過程。目的是集齊七彩珍珠並將其還給她，因此打算親手解決擁有三顆七彩珍珠的夜叉姬。先後殺掉窮奇、饕餮，並奪走紫色和橙色珍珠後收下永遠主動讓出的銀色珍珠。
十八年前借出綠色珍珠助第二代寶仙鬼修復黑色珍珠和十六夜的口紅貝殼，並現身向阿籬警告即將墜落的妖靈星碎片和麒麟丸的威脅。從關東管領扇谷柊府上偷走真正的菊十文字，將其留下並嫁禍永遠，連累永遠遭捕快抓住並帶到關東管領扇谷柊彈正的府邸上。一度吩咐屍屋獸兵衛和竹千代消滅四凶。獸兵衛和竹千代跟其是主僕關係，他們曾借用其擁有的綠色珍珠。據獸兵衛說，他有能力輕鬆解決四凶（實際上，他輕易就砍掉饕餮的頭顱），但堅持只殺自己所愛的人，因此寧可發佈懸賞假手於人，囑咐獸兵衛和竹千代剿滅四凶。手上先後得到綠、藍、紫、橙色珍珠，綠色珍珠先後借給第二代寶仙鬼和獸兵衛然後再取回，後來七彩珍珠全數被是露收回，又被麒麟丸散去，因此不得不再次尋找珍珠的下落。通曉犬大將一家和麒麟丸相關的事情，常充當旁白一職。
在背叛麒麟丸後，向千里耳打聽有關七彩珍珠的下落，並得知是露正在召兵買馬的消息。把收集回來的珍珠歸還給是露。隨後在產靈山外處暗中替夜叉姬解決來犯的妖怪，然後接走璃音。出於對永遠的好感，自己正逐漸改變以往的觀念，並和璃音一起阻止是露和麒麟丸的計劃。在是露的請求下把她給殺掉，好讓她得以追隨犬大將而逝去。在與璃音對抗麒麟丸，卻慘遭麒麟丸的計畫身受重傷。強忍傷痛與麒麟丸短暫交手使計救走璃音。之後和璃音前往產靈山用蘋果種子吸收山中靈氣及妖氣，快速種植出吸妖魂的果實，用來對付麒麟丸及妖靈星。卻反遭希林理給利用導致妖靈蝶誕生。最終捨身掩護永遠助她成功打敗希林理。臨終前向永遠表白並變回本體陪伴她左右。在本體被永遠埋下於墳墓後接受璃音父女魂魄的幫助下恢復如初。繼承麒麟丸的海盜船並邀請夜叉姬和竹千代一起出海除妖。
扇谷柊彈正（聲：田中正彥（日本）；孟慶府（台灣））
室町幕府之下擔任關東管領的扇谷柊家當主，關東的政務總裁，負責輔佐將軍管理、支配領地。真正的國寶級名刀菊十文字的擁有者，後把寶刀贈送給除妖師，希望能幫助他們打倒麒麟丸。有一個女兒愛矢姬，經常打着自己名號四處闖禍，因此對愛矢的麻煩行徑相當感到很苦惱不已。
愛矢姫（聲：山岡百合（日本）；許淑嬪（台灣））
扇谷柊彈正的獨生女兒。天真爛漫的性格，同時也很自私和狡猾。向翡翠、六太和七助（除妖師組織）提議一場「對戰」，與包括諸葉在內的五名賞金獵人戰鬥，並告訴他們，如果除妖師組織獲勝就將會終身獲聘。戰鬥當下即使場面很混亂，也不會喊停，因為了戰鬥而興奮。當夜叉姬進入府中時，路過的諸葉跳下時濺起的泥土弄髒自己的和服，雖已獲得新和服卻仍對諸葉感到懷恨在心。因此計劃以「除妖師和賞金獵人之間的戰鬥」為藉口進行戰鬥。當琥珀問及聘請的內容時計劃遭識破被父親因其自私行為責罵一頓，透過裝哭讓父親就此罷休。
在30話，為了逃避學習強迫剎那頂替自己前往觀賞妖怪時被妖怪所捉，後被翡翠、金烏與玉兔所救及送回宅邸，不過因為讓剎那頂替自己一事被父親給發現受到嚴厲的懲罰。經此一事對翡翠產生好感。
壽庵（聲：川原慶久（日本）；鍾少庭（台灣））
居住在古寺峰古寺中的英俊僧侶。被永遠發現跟芽衣最喜愛的現代偶像明星朱利安長得一模一樣，推斷是朱利安的祖先。用飽含溫情地讀誦經文，無知地祭奠封印在古寺地板下的貓妖成功喚醒牠的靈魂，打破封印卻遭其附身控制。自知能力不足以成為好僧侶決定還俗回歸鄉里。
玉乃（聲：水瀨祈（日本）；楊凱凱（台灣））
寄養在雪山山腳下祖父母家的少女。自小即因美貌備受注目。剛過13歲時家裡不斷收到提親的聘禮，加上遠方武士和商人都特地跑來向自己提出求婚請求，但因不想離開自己的村子而拒絕仰慕者的求婚。直至在某夜被山之邪神焰給強行帶到雪山深處的大宅中生活並據為己有。之後被關進大宅牢房後就逃跑，在離開雪山的路上遇見理玖而獲救。擔心且不願讓夜叉姬受到牽連，決定前往大宅親自向焰陳明心意。事情落幕後回到山腳下的祖父母家繼續生活。

## 用語列表
時代樹（聲：日高範子（日本）；許淑嬪（台灣））
又名「御神木」，擁有穿越時空的力量。在現代，處於日暮神社內。是製造犬夜叉和阿籬所穿越的食骨之井所用到的原材料。內住具有意志的時代樹精靈，化身巫女桔梗的外形（由當初桔梗封印犬夜叉，紮在樹幹上的「封印之箭」所殘餘一縷箭頭的意念形成）出現在人前。
選中與犬大將淵源匪淺（犬大將的孫女）的夜叉姬為救世之人，委託她們同時打倒步入歧途的麒麟丸和殺生丸，又表示打倒麒麟丸就必須具備穿越時空的能力，但遭殺生丸的女兒以不想收拾父親的殘局與及打倒自己的父親為由，嚴詞拒絕了請求，遂表示夜叉姬還不清楚違逆時代樹會有怎樣的後果。先後收留鈴和殺生丸，其內部空間的時間流逝和外面世界不同，能暫時阻止詛咒漫延。
七彩珍珠
各種顏色珍珠的總稱，正如「彩虹色」其名，共有七種顏色，分別為金、銀、紅、橙、綠、藍、紫。兩百年前，四魂之玉在犬大將去世時聽取是露的願望，由是露為犬大將去世所流下的眼淚形成，寄宿着其情感（悲傷和愛慕）、妖力及「四魂之玉」的力量，伴隨著它們，四魂之玉的力量得以保存，並且具有類似的效果，賦予擁有者各種的能力，例如增強妖力，一些妖怪旨在增強這種能力而你爭我奪。
據諸葉所說，只有半妖可以放進自己的眼眸中，妖怪則將其吸收進體內。
是露把七彩珍珠分發給自己和麒麟丸的手下們，防止它們合為一體，引來禍端。渾沌稱七彩珍珠落入半妖手中，是一場災難（因為七彩珍珠也具有「四魂之玉」的力量）。珍珠在原主被殺後，分別落入理玖和夜叉姬手上。在23集全數被真正的主人兼創造者是露收回，後被麒麟丸給奪走及散去。理玖在第2季再次收集七彩珍珠並還給是露。
七彩珍珠會記錄曾經持有者的記憶，特別是放進體內和眼眸的妖怪、半妖，以及充滿十六夜的悲傷感情的口紅貝殼。間接使是露難以忍受把擁有十六夜和夜叉姬感情的紅、金、銀色珍珠收回體內。直至和永遠、剎那決戰時，才把七彩珍珠完全吸收，恢復大妖的實力和感情。七彩珍珠在是露死後也隨之消逝。
幻梦蝴蝶
棲息於產靈山，夢中世界的精靈，能吞噬梦境和记忆，时代树的式神。那些被夢所吞噬的人無法入睡，也無法做夢。妖怪能借牠來使出「展夢之術」，偷看他人夢境中的深層記憶。
時代樹把蝴蝶的蛹透過邪見的手下在年幼的剎那身上，吞噬了剎那的睡眠、夢境和幼時記憶，让沉睡在時代樹核心的小鈴得以續命。與麒麟丸、璃音、是露所下的銀鳞詛咒有關，據說幻梦蝴蝶如果會在麒麟丸被擊敗後便會隨之消失。
在第2季第5話，剎那用因緣斬破刀斬斷聯繫璃音父女之間的線(幻夢蝴蝶)，而殺生丸也用天生牙斬斷聯繫剎那和鈴母女之間的幻夢蝴蝶。
妖靈星
每五百年就出現一次的可怕彗星。當接近地球時，巨大的碎片會從彗星分離、掉落地上，內藏大量兇猛的妖怪，以妖靈蝶之蛹為本體。
大約五百年前接近時，碎片由犬大將和麒麟丸摧毀；大約十四年前再次接近時，由犬夜叉和殺生丸的力量再次摧毀這碎片。
在令和時代，妖靈星的本體將降臨地球，內藏的妖怪(包括已絕種的妖怪)會吞噬人類的同時毀滅世界。在夜叉姫和希林理合作之下成功控制妖靈星停止墜落。希林理得知璃音的死訊後，為了替她報仇而故意回應麒麟丸的呼喚強行打開時空通道及帶走妖靈星、斬星劍返回戰國時代。間接導致時之風車和阿久留的風車毀壞。還用吸妖魂的果實和妖怪的力量讓妖靈蝶破蛹而出，吸收璃音作核心藉以操控妖靈蝶的力量。最終在希林理被璃音徹底消滅後，璃音選擇和父親一起逝去，魂歸天津甕星之劍，妖靈蝶也隨之消逝。
膽量測試
據說獅子將自己的孩子推落千呎山谷，並撫養能爬上來的強壯孩子。這就是妖怪撫養孩子的方式。
時之風車
殺生丸的母親家中像紡車的巨大風車。已經很長時間沒有轉動，但隨著阿久留的出現才轉動了一點。由殺生丸的母親看守，任何想透過時之風車穿越時空的妖怪，必須先打敗她從冥道石釋放的妖怪冥道丸(無法被阿久留選中及穿越時空的妖怪怨靈集合體)，直至對方被超度為止。除了被阿久留選中的夜叉姬之外，其他挑戰者皆死於冥道丸刀下，並被他吸收入體內，壯大力量。
與犬族有莫大的聯繫，而阿久留也只會在犬族血緣者身邊現身。因此麒麟丸推測能看到阿久留和穿越時空是犬族獨有的能力，是被時代選中者才能見到阿久留，其他妖怪僅能聽到阿久留風車轉動的聲音。時之風車和阿久留的風車一起使用的話，能扭曲時空前往未來(現代)，但也會啟動末世末法，釋放大量妖怪毀滅整個戰國時代。
第二季20话因希林理和麒麟丸強行打開時空通道及帶走妖靈星、斬星劍返回戰國時代，導致時之風車徹底被毀，放置在時代樹(御神木)阿久留的風車也遭到損壞。最終在阿久留的犧牲下成功打開僅限一次使用的時空通道，讓夜叉姫返回戰國時代。
黑色珍珠
十六夜因犬大將過世而沉痛悲傷留下的眼淚所形成，被上代寶仙鬼用來打造成通往犬大將在人界和冥界之間墳墓通道的道具。每使用一次都需要一百年的時間來修復，但第二代寶仙鬼得到玖理借出的綠色珍珠力量和十六夜的口紅貝殼碎片，僅用四年時間便修復成功。
藏於犬夜叉的右眼中，兩度被殺生丸奪走。將犬夜叉夫婦困在墓地後，暫時在殺生丸手上。後來殺生丸為了保護夜叉姬把她們一併送入墓地。黑珍珠被竹千代給拾獲並拚命保護，直至犬夜叉夫婦和夜叉姫成功離開墓地後，與竹千代和七寶重聚。期間犬夜叉拿回竹千代所保管的黑珍珠想毀掉它但被諸葉阻止。諸葉把黑珍珠放入口紅貝殼，讓十六夜的思念永遠能陪伴犬大將的身邊，被眾人一致認為是最好的安排。
口紅貝殼
犬大將送給十六夜的禮物，口紅裝在貝殼中。十六夜去世後留給犬夜叉，一度轉贈桔梗，並在桔梗誤會犬夜叉後遭到毀滅。
口紅的貝殼碎片被理玖拾獲及送給第二代寶仙鬼，和黑色珍珠一起修復，送還給犬夜叉，並由阿籬保管，最後留給諸葉。
因為和黑色珍珠一起借用綠色珍珠力量來修復的關係，加上後來得到的紅色珍珠力量，可幫助諸葉在一分鐘內喚醒犬大將後裔的血脈，化身為「崩國的紅夜叉」。代價為事後昏睡一整天。
然而在未有紅色珍珠力量輔助之前，諸葉覺醒妖力時十分容易失控。事實上口紅是阿籬為女兒諸葉追加的封印，暗示她只能在走投無路的情況下，才能短暫覺醒大妖的血脈。在犬大將葬身之地的殘餘力量加持下，諸葉終於能在塗抹口紅色，覺醒大妖血脈後，同時保持自我意識並能徹底駕馭「紅龍」。

### 武器
菊十文字
永遠持有的武器。日暮草太從博物館借來的寶劍贗品。
永遠以為是「室町幕府第十三代將軍足利義輝收藏的名劍」，後來知道是贗品，刀刃也被她給折斷。
可以用妖力形成劍刃並攻擊妖怪，具有奪取和吸收敵人妖力的功能，也可以為死物注入妖力；能使出「蒼龍破」和「雙頭蒼龍破」。（依賴永遠的妖力）
真品在戰國時代屬於關東領主大人扇谷柊彈正，曾被理玖偷取，並將其轉送並嫁禍永遠，導致永遠被扇谷柊彈正的家臣綁架。事件結束後，真品物歸原主。直至在除妖師加入對抗麒麟丸聯盟的前夕，領主贈送菊十文字，由除妖師轉交給永遠使用。
兼光之巴
薙刀，剎那持有的武器，最初由飛蛾妖怪蛾御前所擁有，由彌勒用作媒介以封印其妖怪之血。原屬人類的絕世神器，從被她殺掉的蛾御前所取得的戰利品。目前因剎那的妖力上升，封印漸漸壓制不住妖血，間接令刀身出現裂痕，於24集斷裂。刀刀齋以此為素材打造出新刀「因緣斬破刀」。
能使出「旋風陣」，旋轉並發出龍捲風；以及「群燕飛舞」，以燕子的形式形成刀刃；利用宿蛾的鱗粉使出「宿蛾之月」使對方催眠沉睡。
因緣斬破刀
刀刀齋以斷裂的「兼光之巴」(內有剎那的妖力)、琉璃玻璃和犬大將葬身之地的灰土打造的新刀，贈送給復活後的剎那。和剎那手上的血刀互相呼應，並能一起使用，斬斷有形之物和無形態的因緣之線。此外，剎那在手握薙刀時，能看見因緣之線，及擁有斬斷因緣、幻夢蝴蝶的能力。
同樣能使出「旋風陣」，旋轉並發出龍捲風；以及「群燕飛舞」，以燕子的形式形成刀刃；利用宿蛾的鱗粉使出「宿蛾之月」，使對方催眠沉睡。
倶利伽羅丸
諸葉持有的武器。刀片上有龍紋。能使出「紅龍破」、「真紅爆流破」，形成龍形火焰。
最初由凱風擁有，在諸葉通過試煉後，轉贈給諸葉。
破魔之箭
將靈力注入箭中擊退敵人也能將瘴氣、妖氣、邪靈將其淨化殆盡，效果非常巨大。威力會隨著心情的起伏而變化，甚至最強時還能破壞建築物。
劇中巫女們專用武器之一，包括桔梗、楓婆婆、阿籬，繼承母親靈力的半妖諸葉也是以破魔之箭作為遠程攻擊及淨化的武器。
破魔之弓
劇中巫女們所專用武器之一，包括桔梗、楓婆婆、阿籬，也是諸葉的常用武器之一。
後來阿籬利用犬大將墳墓的東西和犬夜叉的頭髮製成一把破魔之弓給諸葉使用，能更有效發揮靈力於弓箭上。
梓山之弓
阿籬通過梓山結界考驗後，取得梓山之弓，於日後戰役大派用場。
梓山之弓能配合持有者的靈力和破魔之箭，使攻擊及淨化的能力發揮極至。
火鼠裘
原為犬大將贈予十六夜作防火之用，再由十六夜傳給犬夜叉。目前諸葉持有的火鼠裘是另一件，未知來歷(有可能是殺生丸送贈)。能保護使用者；受到損壞時能自我修復。
铁鼠之铠
诸叶的师傅凯风所穿着的铠甲，和火鼠裘一样是鼠妖族的产物。和火鼠裘不同的是，铁鼠之铠会越来越小，如果不及时重新解锁着装的话，使用者会被铠甲挤压致死。
天生牙
杀生丸從父親繼承下來的刀，由犬大将的獠牙所制造而成。具有犬大將血脈的持有者在拔刀後能看見冥界使者。具有砍杀冥界使者來复活死者的能力，也能砍殺亡者/亡魂和幻夢蝴蝶，但無法砍殺生者。以天生牙或其他方式復活過一次的人，是無法再以天生牙來復活的。歷任主人皆擁有打開冥界之門的權力。
在第23集被是露斬斷。在第24集結尾，殺生丸將斷刃的天生牙借給在試煉中幸存下来的永远，使她得以復活刹那。隨後刀刀齋帶走天生牙修復並回到殺生丸手上。由於永遠一度成功使用天生牙，所以無意中被天生牙給認同能召喚它到自己身邊。
爆星劍
麒麟丸持有的武器，與斬星劍成對，傳說由星之神天津甕星賜予的雙劍之一。璃音父女逝去後，斬星劍與爆星劍重新為一體，恢復為天津甕星之劍，父女的靈魂歸於劍中。
能使出「爆碎槍破」。
斬星劍
永遠、璃音持有的武器，與爆星劍成對，傳說由星之神天津甕星賜予的雙劍之一。
原持有者為麒麟丸，他把斬星劍和吸妖魂的根同化為鎖匙形態，並把其交給女兒璃音來使用。璃音把其轉化為星碎之笛，吹奏以解除產靈山的結界。隨後璃音把星碎之笛轉贈給永遠，讓她吹奏來重新轉換為劍的形態。不需要使用劍的時候會把它變回星碎之笛，方便隨身攜帶，偶然也會和拉小提琴的剎那一起共奏。
能使出「蒼龍破」和「雙頭蒼龍破」。由於吸妖魂能源源不絕地吸收妖力，所以能承受永遠釋放和吸收他人妖力的能力。然而，斬星劍被麒麟丸設下詛咒，會隨著時間吸收生者(永遠)的魂，使其身體轉移給璃音使用。
在現代妖靈星之戰後，斬星劍被希林理給帶走用以討伐麒麟丸。後來永遠在妖靈蝶上打敗希林理後成功取回斬星劍，並以此助璃音打敗糾纏她的半妖逆叉。永遠的魂魄隨即被斬星劍吸盡而倒下，自願把身體讓給璃音，讓她得以緊握麒麟丸的手，父女和好如初。璃音父女逝去後，斬星劍與爆星劍重新為一體，恢復為天津甕星之劍，父女的靈魂歸於劍中。璃音透過劍上的鏡子恢復永遠的魂魄和身體，並向眾人感謝及道別後，飛向夜空消失。
漆黑飛來骨
珊瑚持有的新武器，用金烏的法力和符咒、玉兔收集的特殊材料，母女三人花費數年合成打造的武器，用來應付末世末法的危機。除了漆黑的顏色之外，外型和飛來骨無異，但威力遠遠超出飛來骨。

## 製作
| 導演         | 佐藤照雄 → 菱田正和          |
| 系列構成     | 隅澤克之                     |
| 主要角色設計 | 高橋留美子                   |
| 動畫角色設計 | 菱沼義仁                     |
| 音樂         | 和田薰                       |
| 旁白         | 成田剑、松本沙罗、福山润     |
| 美術導演     | 池田繁美、丸山由紀子         |
| 色彩設計     | 佐藤美由紀                   |
| 攝影導演     | 小川滋見                     |
| 編輯         | 新居和弘                     |
| 音樂導演     | 名倉靖                       |
| 動畫製作     | 日昇動畫                     |
| 製作         | 日昇動畫、小學館、讀賣電視台 |

## 主题曲
| 類別   | 歌曲           | 話數       | 演唱                | 作詞                             | 作曲                         | 編曲                         |
| ------ | -------------- | ---------- | ------------------- | -------------------------------- | ---------------------------- | ---------------------------- |
| 片頭曲 | 《NEW ERA》    | 第1－13話  | SixTONES            | Page Grace、Dr. Loui、Naoki Itai | Naoki Itai、MEG              | Naoki Itai、MEG              |
| 片頭曲 | 《BURN》       | 第14－24話 | NEWS                | AKIRA、                          |                              |                              |
| 片頭曲 | 《ReBorn》     | 第25－37話 | NEWS                | 篠原とまと                       | ヒロイズム、伊藤賢、辻村有記 | ヒロイズム、伊藤賢、辻村有記 |
| 片頭曲 | 《共鳴》       | 第38－48話 | SixTONES            | SAEKI youthK                     | SAEKI youthK                 | Naoki Itai、SAEKI youthK     |
| 片尾曲 | 《Break》      | 第1－13話  | Uru                 | Uru                              | Uru                          | Yaffle                       |
| 片尾曲 | 《》           | 第14－24話 | 綠黃色社會          | 長屋晴子                         | 小林壱誓                     | soundbreakers、綠黃色社會    |
| 片尾曲 | 《透明な世界》 | 第25－37話 | Little Glee Monster | 渡辺拓也                         | 作渡辺拓也                   | 渡辺拓也                     |
| 片尾曲 | 《穴空きの空》 | 第38－48話 | adieu               | クボタカイ                       | クボタカイ                   | Yaffle                       |

## 各话列表
| 首播日期       | 話數  | 日文標題                    | 中文標題             | 劇本              | 分鏡                         | 演出                       | 作畫監督 | 總作畫監督 |
| 第1期          | 第1期 | 第1期                       | 第1期                | 第1期             | 第1期                        | 第1期                      | 第1期 | 第1期      |
| -------------- | ----- | --------------------------- | -------------------- | ----------------- | ---------------------------- | -------------------------- | --- | ---------- |
| 2020年 10月3日 | 1     |                             | 後來的犬夜叉         | 隅澤克之          | 佐藤照雄                     | 佐藤照雄                   | 中島里惠 | 菱沼義仁   |
| 10月10日       | 2     |                             | 三位夜叉姬           | 隅澤克之          | 佐藤照雄                     | 大島克也                   | 杉本幸子、三橋櫻子、丸山修二                                                                                               | 菱沼義仁   |
| 10月17日       | 3     |                             | 幻夢蝴蝶             | 隅澤克之          | 戶部敦夫                     | 林嘉姬                     | 戶部敦夫 | 菱沼義仁   |
| 10月24日       | 4     |                             | 通往過去的大門       | 隅澤克之          | 佐藤照雄                     | 河原龍太                   | 杉本幸子、竹森由加 | 菱沼義仁   |
| 10月31日       | 5     |                             | 赤骨殿的若骨丸       | 隅澤克之          | 寺田和男                     | 横手颯太                   | 三浦春樹、丸山修二、齊藤和也                                                                                               | 菱沼義仁   |
| 11月7日        | 6     |                             | 古寺的貓壽庵         | 千葉克彥          | 佐藤照雄                     | 森田侑希                   | 後藤望、吉田雄一、平山圓 馬場一樹 岡崎洋美、久松沙紀                                                                       | 菱沼義仁   |
| 11月14日       | 7     |                             | 蘋果的邂逅           | 隅澤克之          | 大川貴大                     | 大久保朋                   | 新保卓郎 | 菱沼義仁   |
| 11月21日       | 8     |                             | 展夢陷阱             | 隅澤克之          | 山本惠                       | 山本惠                     | 中島里惠 | 菱沼義仁   |
| 11月28日       | 9     |                             | 冥王獸冥福           | 千葉克彥          | Mariachi HugYuk              | Mariachi HugYuk            | 片山學、中島里惠、尾崎正幸 山崎克之、髙瀨健一                                                                              | 菱沼義仁   |
| 12月5日        | 10    |                             | 金色和銀色的七彩珍珠 | 武上純希          | 大島克也                     | 大島克也                   | 杉本幸子、竹森由加、新保卓郎                                                                                               | 菱沼義仁   |
| 12月12日       | 11    |                             | 食人沼澤的詛咒       | 金杉弘子          | 小野步                       | 小野步                     | 三浦春樹、中島里惠、山本直子 三橋櫻子、笹嶋啟一、齊藤和也 前澤弘美                                                         | 菱沼義仁   |
| 12月19日       | 12    |                             | 朔夜 黑髮的永遠      | 武上純希 隅澤克之 | 寺田和男                     | 左藤洋二 松井健人          | 横山健次、丸山修二、宮田奈保美 廣中美佳                                                                                    | 菱沼義仁   |
| 12月26日       | 13    |                             | 戰國美味法師         | 千葉克彥          | 小野勝巳                     | 中込健人                   | 高久美弥、杉本幸子、齋藤香 加藤洋人                                                                                        | 菱沼義仁   |
| 2021年 1月9日  | 14    |                             | 燒毀森林的兇手       | 金杉弘子          | 金子祥之                     | 兒玉亮                     | 新保卓郎 | 菱沼義仁   |
| 1月16日        | 15    |                             | 月蝕 命運的惜別      | 隅澤克之          | 兒玉兼嗣                     | 鳥羽聰                     | 中島里惠 | 菱沼義仁   |
| 1月23日        | 16    |                             | 諸葉的刀             | 隅澤克之          | 小野勝巳                     | 河原龍太                   | 梶谷光春、後藤望、服部憲知 久松沙紀、前原薰、馬場一樹 吉田雄一                                                             | 菱沼義仁   |
| 1月30日        | 17    |                             | 二凶的陷阱           | 千葉克彦          | 松尾衡                       | 小田沙也加                 | 片山美雪、中本尚、尾崎正幸 中島里惠、山崎克之、加藤洋人 片山学                                                             | 菱沼義仁   |
| 2月6日         | 18    |                             | 殺生丸和麒麟丸       | 千葉克彦          | 寺田和男                     | 鳥羽聰                     | 福島豐明、齊藤和也 三橋櫻子、丸山修二、前澤弘美 加藤洋人                                                                   | 菱沼義仁   |
| 2月13日        | 19    |                             | 愛矢姬要除掉紅夜叉   | 金杉弘子          | 增田敏彦                     | 左藤洋二 松井健人          | 横山健次、高久美弥 中島里惠、廣中美佳、宮田奈保美                                                                          | 菱沼義仁   |
| 2月20日        | 20    |                             | 半妖隱居的村子       | 千葉克彦          | 小野勝巳                     | 中込健人                   | 杉本幸子、諏訪可奈惠 山本直子、奥野倫史、高久美弥                                                                          | 菱沼義仁   |
| 2月27日        | 21    |                             | 七彩珍珠的秘密       | 隅澤克之          | 大島克也                     | 大島克也                   | 新保卓郎、高久美弥、中島里惠                                                                                               | 菱沼義仁   |
| 3月6日         | 22    |                             | 被奪走的封印         | 隅澤克之          | 小野步                       | 小野步                     | 中島里惠、宮田奈保美、加藤洋人 中本尚                                                                                      | 不適用     |
| 3月13日        | 23    | [ 註 11 ]                   | 三位公主的反擊       | 隅澤克之          | 寺田和男                     | 佐藤照雄                   | 宍戶久美子、竹内進二、三橋櫻子 佐佐木一浩、丸山修二、加藤洋人 中本尚、佐藤寿子                                             | 不適用     |
| 3月20日        | 24    | 殺生丸の娘である{ということ | 身為殺生丸女兒的意義 | 隅澤克之          | 戶部敦夫                     | 佐藤照雄                   | 戶部敦夫、新保卓郎、小菅和久 横山健次、前澤弘美                                                                            | 不適用     |
| 第2期          |       |                             |                      |                   |                              |                            | |            |
| 2021年 10月2日 | 25    | 天生牙を持つということ      | 持有天生牙的意義     | 隅沢克之          | 菱田正和                     | 鳥羽聡                     | 中島里恵 | 菱沼義仁   |
| 10月9日        | 26    | 海の妖霊                    | 海的妖靈             | 金杉弘子          | 寺田和男                     | 中込健人                   | 小菅和久、杉本幸子、中澤あこ、諏訪可奈恵、中島里恵、中本尚、髙久美弥                                                       | 菱沼義仁   |
| 10月16日       | 27    | 銀鱗の呪い                  | 銀鱗的詛咒           | 隅澤克之          | 大島克也                     | 大島克也                   | しんぼたくろう | 菱沼義仁   |
| 10月23日       | 28    | 産霊山の結界                | 產靈山的結界         | 隅澤克之          | 米田光宏                     | 米田光宏                   | 髙久美弥、宍戸久美子、三橋桜子、江藤大気、丸山修二                                                                         | 菱沼義仁   |
| 10月30日       | 29    | りおんという名の少女        | 名為璃音的少女       | 隅澤克之          | 小野歩                       | 小野歩                     | 横山健次、中島里恵、尾崎正幸、今田茜                                                                                       | 菱沼義仁   |
| 11月6日        | 30    | 退治屋翡翠                  | 除妖師翡翠           | 金杉弘子          | 増田敏彦                     | 豆塚隆                     | 佐藤寿子、片山学、竹上貴雄、山本直子、加瀬政広                                                                             | 菱沼義仁   |
| 11月13日       | 31    | 竹千代の依頼                | 竹千代的委託         | 隅沢克之          | 戸部敦夫                     | 鳥羽聡                     | 齋藤和也、細田沙織、佐々木一浩、浪上悠里、中本尚、丸山修二、宍戸久美子、三橋桜子                                           | 菱沼義仁   |
| 11月20日       | 32    | 七星の小銀河                | 七星的小銀河         | 隅沢克之          | 寺田和男                     | 中込健人                   | 中島里恵 | 菱沼義仁   |
| 11月27日       | 33    | 魔夜中の訪問者              | 魔夜中的訪客         | 隅沢克之          | 原英和                       | 原英和                     | 杉本幸子、小菅和久、細田沙織、中本尚、尾崎正幸、中島里恵、髙久美弥、齊藤和也、浪上悠里、三橋桜子、諏訪可奈恵               | 菱沼義仁   |
| 12月4日        | 34    | 決戦の朔（前編）            | 決戰的新月 前篇      | 隅沢克之          | 馬引圭                       | 馬引圭                     | したんぼくろう | 菱沼義仁   |
| 12月11日       | 35    | 決戦の朔（後編）            | 決戰的新月 後篇      | 隅沢克之          | 増田敏彦                     | 豆塚隆                     | 髙久美弥、江藤大気、宍戸久美子、丸山修二、三橋桜子、佐藤寿子                                                               | 菱沼義仁   |
| 12月18日       | 36    | 永遠にない場所              | 沒有永遠的地方       | 隅沢克之          | 大島克也                     | 大島克也                   | 横山健次、中島里恵、尾崎正幸、中本尚                                                                                       | 菱沼義仁   |
| 12月25日       | 37    | 是露の想い                  | 是露的思念           | 隅沢克之          | 米田光宏                     | 米田光宏                   | 片山学、竹上貴雄、中島里恵、山本直子、三橋桜子                                                                             | 菱沼義仁   |
| 2022年 1月8日  | 38    | 東雲の麒麟丸                | 東雲的麒麟丸         | 隅沢克之          | 小野歩                       | 小野歩                     | 丸山修二、齊藤和也、細田沙織、髙久美弥、三橋桜子                                                                           | 菱沼義仁   |
| 1月15日        | 39    | 親子の再会                  | 親子重逢             | 隅沢克之          | Terry                        | 鳥羽聡                     | 中島里恵、宍戸久美子、江藤大気、杉本幸子                                                                                   | 菱沼義仁   |
| 1月22日        | 40    | 三姫の脱出                  | 三姬脫逃             | 隅沢克之          | 戸部敦夫                     | 中込健人                   | 王國年、中島里恵、小菅和久、中本尚、杉本幸子、尾崎正幸、前原薫、丸山修二                                                   | 菱沼義仁   |
| 1月29日        | 41    | 阿久留のかざぐるま          | 阿久留的風車         | 隅沢克之          | 児谷直樹                     | 児谷直樹                   | しんぼたくろう、片山学、戸部敦夫                                                                                           | 菱沼義仁   |
| 2月5日         | 42    | 崩壊する時の風車            | 崩壞的時之風車       | 隅沢克之          | 戸部敦夫、中村哲治、児谷直樹 | 鳥羽聡                     | 横山健次、宍戸久美子、丸山修二、江藤大気、細田沙織、斎藤和也、前原薫、中本尚                                               | 菱沼義仁   |
| 2月12日        | 43    | 暗転の舞台                  | 轉暗的舞台           | 隅沢克之          | Terry                        | 米田光宏                   | 中島里恵、髙久美弥、山本直子、三橋桜子、尾崎正幸、竹上貴雄                                                                 | 菱沼義仁   |
| 2月26日        | 44    | 妖霊星が墜ちる時            | 妖靈星墜落之時       | 隅沢克之          | 豆塚隆                       | 豆塚隆                     | 佐藤寿子、片山学、前原薫、小菅和久、中本尚、凌空凛、尾崎正幸、三橋桜子                                                     | 菱沼義仁   |
| 3月5日         | 45    | 希林理の妖征伐              | 希林理征伐妖怪       | 隅沢克之          | 大島克也                     | 大島克也                   | 中島里恵、宍戸久美子、丸山修二、江藤大気、細田沙織                                                                         | 菱沼義仁   |
| 3月12日        | 46    | 絶望の妖霊蝶                | 絕望的妖靈蝶         | 隅沢克之          | 菱田正和                     | 小野歩                     | 横山健次、髙久美弥、中島里恵、山本直子、竹上貴雄、尾崎正幸、三橋桜子                                                       | 菱沼義仁   |
| 3月19日        | 47    | 父と娘と                    | 父親與女兒           | 隅沢克之          | 戸部敦夫                     | 菱田正和                   | 戸部敦夫、中本尚、中島里恵、前原薫、小菅和久、前澤弘美、齋藤和也、奥野倫史、三橋桜子、今田茜、尾崎正幸、竹上貴雄、髙久美弥 | 菱沼義仁   |
| 3月26日        | 48    | 永遠に続く未来              | 直到永遠的未來       | 隅沢克之          | Terry                        | 米田光宏、豆塚隆、土門健一 | 片山学、中島里恵、江藤大気、宍戸久美子、丸山修二、戸部敦夫                                                                 | 菱沼義仁   |

## 播出時間

### 網路播放平台
| 國家或地區 | 季數   | 播放平台       | 播放日期                     | 備註 |
| ---------- | ------ | -------------- | ---------------------------- | ---- |
| 臺灣       | 第二季 | 巴哈姆特動畫瘋 | 2021年10月2日－2022年3月26日 |      |
| 臺灣       | 第二季 | KKTV           | 2021年10月2日－2022年3月26日 |      |
| 臺灣       | 第二季 | FriDay影音     | 2021年10月2日－2022年3月26日 |      |
| 臺灣       | 第二季 | MyVideo        | 2021年10月2日－2022年3月26日 |      |
| 臺灣       | 第二季 | HamiVideo      | 2021年10月2日－2022年3月26日 |      |
| 臺灣       | 第二季 | 中華電信MOD    | 2021年10月2日－2022年3月26日 |      |
| 臺灣       | 第二季 | LINE TV        | 2021年10月2日－2022年3月26日 |      |
| 臺灣       | 第二季 | CatchPlay+     | 2021年10月2日－2022年3月26日 |      |

## 漫畫
- 《~異伝・絵本草子~ 半妖の夜叉姫》
  - 作者：高橋留美子，隅沢克之
  - 漫畫：椎名高志

## 外部連結
- 動畫官方網站（日語）
- 電視動畫的X（前Twitter）（日語）